# Bahnstrecke Landau–Rohrbach
| |                                                                                              |                                                    |                                                    |
| Streckennummer (DB): | 3450                                                                                         |                                                    |                                                    |
| Kursbuchstrecke (DB): | 674 (Pirmasens Nord–Rohrbach) 675 (Landau–Pirmasens Nord)                                    |                                                    |                                                    |
| Kursbuchstrecke: | 280 (1946) 280d (Zweibrücken Hbf – Bierbach 1946) 280c (Zweibrücken Hbf – Einöd (Saar) 1946) |                                                    |                                                    |
| Streckenlänge: | 91,532 km                                                                                    |                                                    |                                                    |
| Spurweite: | 1435 mm (Normalspur)                                                                         |                                                    |                                                    |
| Streckenklasse: | D4                                                                                           |                                                    |                                                    |
| Maximale Neigung: | 10,0 ‰                                                                                       |                                                    |                                                    |
| Minimaler Radius: | 190 m                                                                                        |                                                    |                                                    |
| Streckengeschwindigkeit: | 110 km/h                                                                                     |                                                    |                                                    |
| |                                                                                              |                                                    |                                                    |
| \| \| \| Strecke von Germersheim \| \| \| \| \| Maximiliansbahn von Neustadt \| \| \| \| 24,508 \| Landau (Pfalz) Hbf \| 141 m \| \| \| \| Maximiliansbahn nach Wissembourg \| \| \| \| 26,556 \| Landau (Pfalz) Süd \| 146 m \| \| \| 27,518 \| Landau (Pfalz) West \| 149 m \| \| \| \| Landau (Pfalz) Kreisverwaltung (geplant) \| \| \| \| 28,800 \| ehem. Direktionsgrenze (1937–1945) \| ehem. Direktionsgrenze (1937–1945) \| \| \| 29,070 \| Ranschbach \| Ranschbach \| \| \| 29,600 \| B 10 \| B 10 \| \| \| 30,000 \| L 511 \| L 511 \| \| \| 30,275 \| Godramstein \| 153 m \| \| \| 32,700 \| Deutsche Weinstraße \| Deutsche Weinstraße \| \| \| 32,875 \| Siebeldingen-Birkweiler \| 163 m \| \| \| 34,100 \| Kirchberg-Tunnel (93 m) \| Kirchberg-Tunnel (93 m) \| \| \| 34,500 \| Albersweiler (Pfalz) \| 167 m \| \| \| 34,908 \| Albersweiler \| Albersweiler \| \| \| 35,250 \| Queich \| Queich \| \| \| 35,900 \| L 505 \| L 505 \| \| \| 38,000 \| B 10 \| B 10 \| \| \| 39,462 \| Annweiler am Trifels \| 181 m \| \| \| \| Annweiler West (langfristig geplant) \| \| \| \| 40,600 \| B 48 \| B 48 \| \| \| 41,906 \| Annweiler-Sarnstall (seit 2012) \| 184 m \| \| \| 43,141 \| Rinnthal (Hp Anst) \| 191 m \| \| \| \| Schwerwoogkopf-Tunnel (108 m) \| \| \| \| 47,100 \| B 10 \| B 10 \| \| \| 47,442 \| Wilgartswiesen \| 220 m \| \| \| 48,800 \| B 10 \| B 10 \| \| \| 50,154 \| Hauenstein Mitte \| 238 m \| \| \| 50,400 \| ehem. Direktionsgrenze (1971–1993) \| ehem. Direktionsgrenze (1971–1993) \| \| \| \| L 495 \| \| \| \| 51,588 \| Hauenstein (Pfalz) \| 249 m \| \| \| \| B 10 \| \| \| \| 56,142 \| Hinterweidenthal Ost \| 239 m \| \| \| \| Wieslauterbahn nach Bundenthal-Rumbach \| \| \| \| 58,039 \| Hinterweidenthal \| 242 m \| \| \| \| Münchweiler Tunnel (841 m) \| \| \| \| 62,540 \| Münchweiler (Rodalb) \| 271 m \| \| \| \| L 496 \| \| \| \| \| Rodalb \| \| \| \| \| Neuhof-Tunnel (304 m) \| \| \| \| \| Rodalben-Neuhof (geplant) \| \| \| \| \| L 497 \| \| \| \| \| L 482 \| \| \| \| 69,029 \| Rodalben \| 254 m \| \| \| \| L 497 \| \| \| \| \| B 270 \| \| \| \| \| Biebermühlbahn von Pirmasens \| \| \| \| 72,271 \| Pirmasens Nord \| 245 m \| \| \| \| Biebermühlbahn nach Kaiserslautern \| \| \| \| \| Schwarzbachtalbrücke \| \| \| \| \| Autobahnzubringer \| \| \| \| \| L 477 \| \| \| \| 75,110 \| Thaleischweiler-Fröschen \| 241 m \| \| \| 79,695 \| Höhmühlbach \| 241 m \| \| \| 81,298 \| Rieschweiler \| 240 m \| \| \| 83,640 \| Dellfeld Ort \| 237 m \| \| \| 85,045 \| Dellfeld \| 237 m \| \| \| \| L 471 \| \| \| \| 86,821 \| Stambach \| 236 m \| \| \| 89,250 \| Contwig \| 233 m \| \| \| 92,610 \| Tschifflick-Niederauerbach \| 228 m \| \| \| \| L 471 \| \| \| \| 94,156 \| Zweibrücken-Rosengarten (seit 2021) \| Zweibrücken-Rosengarten (seit 2021) \| \| \| \| L 465 \| \| \| \| \| ehem. von Brenschelbach \| \| \| \| 96,330 \| Zweibrücken Hbf \| 226 m \| \| \| \| Schwarzbach \| \| \| \| 98,774 \| Landesgrenze Rheinland-Pfalz/Saarland \| Landesgrenze Rheinland-Pfalz/Saarland \| \| \| 99,863 \| Einöd (Saar) \| 224 m \| \| \| 100,090 \| Einöd (Saar) \| Einöd (Saar) \| \| \| \| ehem. Strecke nach Homburg (Reaktivierung geplant) \| \| \| \| \| B 423 \| \| \| \| \| A 8 \| \| \| \| \| Blies \| \| \| \| \| Würzbachbahn von Schwarzenacker \| \| \| \| 103,210 \| Bierbach \| 221 m \| \| \| \| ehem. Bliestalbahn nach Sarreguemines \| \| \| \| 105,820 \| Blieskastel-Lautzkirchen \| 220 m \| \| \| \| Würzbach \| \| \| \| 110,871 \| Würzbach (Saar) \| 237 m \| \| \| \| ehem. Würzbachbahn nach St. Ingbert \| \| \| \| 113,820 \| Hassel (Saar) \| 261 m \| \| \| \| A 6 \| \| \| \| \| Strecke von Mannheim \| \| \| \| \| L 241 \| \| \| \| 116,040 \| Rohrbach (Saar) \| 258 m \| \| \| \| Strecke nach Saarbrücken \| \| \| \| \| \| \| \| Quellen: [1][2] \| \| \| \| |                                                                                              |                                                    |                                                    |
| Strecke |                                                                                              | Strecke von Germersheim                            | Strecke von Germersheim                            |
| Abzweig geradeaus und von rechts |                                                                                              | Maximiliansbahn von Neustadt                       | Maximiliansbahn von Neustadt                       |
| Bahnhof | 24,508                                                                                       | Landau (Pfalz) Hbf                                 | 141 m                                              |
| Abzweig geradeaus und nach links |                                                                                              | Maximiliansbahn nach Wissembourg                   | Maximiliansbahn nach Wissembourg                   |
| Haltepunkt / Haltestelle | 26,556                                                                                       | Landau (Pfalz) Süd                                 | 146 m                                              |
| Haltepunkt / Haltestelle | 27,518                                                                                       | Landau (Pfalz) West                                | 149 m                                              |
| ehemaliger Haltepunkt / Haltestelle |                                                                                              | Landau (Pfalz) Kreisverwaltung (geplant)           | Landau (Pfalz) Kreisverwaltung (geplant)           |
| ehemalige Grenze | 28,800                                                                                       | ehem. Direktionsgrenze (1937–1945)                 | ehem. Direktionsgrenze (1937–1945)                 |
| Brücke über Wasserlauf | 29,070                                                                                       | Ranschbach                                         | Ranschbach                                         |
| Strecke mit Straßenbrücke | 29,600                                                                                       | B 10                                               | B 10                                               |
| Strecke mit Straßenbrücke | 30,000                                                                                       | L 511                                              | L 511                                              |
| Bahnhof | 30,275                                                                                       | Godramstein                                        | 153 m                                              |
| Bahnübergang | 32,700                                                                                       | Deutsche Weinstraße                                | Deutsche Weinstraße                                |
| Haltepunkt / Haltestelle | 32,875                                                                                       | Siebeldingen-Birkweiler                            | 163 m                                              |
| Tunnel | 34,100                                                                                       | Kirchberg-Tunnel (93 m)                            | Kirchberg-Tunnel (93 m)                            |
| Haltepunkt / Haltestelle | 34,500                                                                                       | Albersweiler (Pfalz)                               | 167 m                                              |
| ehemaliger Bahnhof | 34,908                                                                                       | Albersweiler                                       | Albersweiler                                       |
| Brücke über Wasserlauf | 35,250                                                                                       | Queich                                             | Queich                                             |
| Strecke mit Straßenbrücke | 35,900                                                                                       | L 505                                              | L 505                                              |
| Strecke mit Straßenbrücke | 38,000                                                                                       | B 10                                               | B 10                                               |
| Bahnhof | 39,462                                                                                       | Annweiler am Trifels                               | 181 m                                              |
| ehemaliger Haltepunkt / Haltestelle |                                                                                              | Annweiler West (langfristig geplant)               | Annweiler West (langfristig geplant)               |
| Strecke mit Straßenbrücke | 40,600                                                                                       | B 48                                               | B 48                                               |
| Haltepunkt / Haltestelle | 41,906                                                                                       | Annweiler-Sarnstall (seit 2012)                    | 184 m                                              |
| Haltepunkt / Haltestelle | 43,141                                                                                       | Rinnthal (Hp Anst)                                 | 191 m                                              |
| Tunnel |                                                                                              | Schwerwoogkopf-Tunnel (108 m)                      | Schwerwoogkopf-Tunnel (108 m)                      |
| Strecke mit Straßenbrücke | 47,100                                                                                       | B 10                                               | B 10                                               |
| Bahnhof | 47,442                                                                                       | Wilgartswiesen                                     | 220 m                                              |
| Strecke mit Straßenbrücke | 48,800                                                                                       | B 10                                               | B 10                                               |
| Haltepunkt / Haltestelle | 50,154                                                                                       | Hauenstein Mitte                                   | 238 m                                              |
| ehemalige Grenze | 50,400                                                                                       | ehem. Direktionsgrenze (1971–1993)                 | ehem. Direktionsgrenze (1971–1993)                 |
| Strecke mit Straßenbrücke |                                                                                              | L 495                                              | L 495                                              |
| Haltepunkt / Haltestelle | 51,588                                                                                       | Hauenstein (Pfalz)                                 | 249 m                                              |
| Brücke |                                                                                              | B 10                                               | B 10                                               |
| Bahnhof | 56,142                                                                                       | Hinterweidenthal Ost                               | 239 m                                              |
| Abzweig geradeaus und nach links |                                                                                              | Wieslauterbahn nach Bundenthal-Rumbach             | Wieslauterbahn nach Bundenthal-Rumbach             |
| Haltepunkt / Haltestelle | 58,039                                                                                       | Hinterweidenthal                                   | 242 m                                              |
| Tunnel |                                                                                              | Münchweiler Tunnel (841 m)                         | Münchweiler Tunnel (841 m)                         |
| Bahnhof | 62,540                                                                                       | Münchweiler (Rodalb)                               | 271 m                                              |
| Strecke mit Straßenbrücke |                                                                                              | L 496                                              | L 496                                              |
| Brücke über Wasserlauf |                                                                                              | Rodalb                                             | Rodalb                                             |
| Tunnel |                                                                                              | Neuhof-Tunnel (304 m)                              | Neuhof-Tunnel (304 m)                              |
| ehemaliger Haltepunkt / Haltestelle |                                                                                              | Rodalben-Neuhof (geplant)                          | Rodalben-Neuhof (geplant)                          |
| Strecke mit Straßenbrücke |                                                                                              | L 497                                              | L 497                                              |
| Strecke mit Straßenbrücke |                                                                                              | L 482                                              | L 482                                              |
| Haltepunkt / Haltestelle | 69,029                                                                                       | Rodalben                                           | 254 m                                              |
| Strecke mit Straßenbrücke |                                                                                              | L 497                                              | L 497                                              |
| Strecke mit Straßenbrücke |                                                                                              | B 270                                              | B 270                                              |
| Abzweig geradeaus und von links |                                                                                              | Biebermühlbahn von Pirmasens                       | Biebermühlbahn von Pirmasens                       |
| Bahnhof | 72,271                                                                                       | Pirmasens Nord                                     | 245 m                                              |
| Abzweig geradeaus und nach rechts |                                                                                              | Biebermühlbahn nach Kaiserslautern                 | Biebermühlbahn nach Kaiserslautern                 |
| Strecke mit Straßenbrücke |                                                                                              | Schwarzbachtalbrücke                               | Schwarzbachtalbrücke                               |
| Strecke mit Straßenbrücke |                                                                                              | Autobahnzubringer                                  | Autobahnzubringer                                  |
| Strecke mit Straßenbrücke |                                                                                              | L 477                                              | L 477                                              |
| Haltepunkt / Haltestelle | 75,110                                                                                       | Thaleischweiler-Fröschen                           | 241 m                                              |
| Haltepunkt / Haltestelle | 79,695                                                                                       | Höhmühlbach                                        | 241 m                                              |
| Haltepunkt / Haltestelle | 81,298                                                                                       | Rieschweiler                                       | 240 m                                              |
| Haltepunkt / Haltestelle | 83,640                                                                                       | Dellfeld Ort                                       | 237 m                                              |
| Bahnhof | 85,045                                                                                       | Dellfeld                                           | 237 m                                              |
| Strecke mit Straßenbrücke |                                                                                              | L 471                                              | L 471                                              |
| Haltepunkt / Haltestelle | 86,821                                                                                       | Stambach                                           | 236 m                                              |
| Haltepunkt / Haltestelle | 89,250                                                                                       | Contwig                                            | 233 m                                              |
| ehemaliger Bahnhof | 92,610                                                                                       | Tschifflick-Niederauerbach                         | 228 m                                              |
| Strecke mit Straßenbrücke |                                                                                              | L 471                                              | L 471                                              |
| Haltepunkt / Haltestelle | 94,156                                                                                       | Zweibrücken-Rosengarten (seit 2021)                | Zweibrücken-Rosengarten (seit 2021)                |
| Strecke mit Straßenbrücke |                                                                                              | L 465                                              | L 465                                              |
| Abzweig geradeaus und ehemals von links |                                                                                              | ehem. von Brenschelbach                            | ehem. von Brenschelbach                            |
| Bahnhof | 96,330                                                                                       | Zweibrücken Hbf                                    | 226 m                                              |
| Brücke über Wasserlauf |                                                                                              | Schwarzbach                                        | Schwarzbach                                        |
| Grenze | 98,774                                                                                       | Landesgrenze Rheinland-Pfalz/Saarland              | Landesgrenze Rheinland-Pfalz/Saarland              |
| Haltepunkt / Haltestelle | 99,863                                                                                       | Einöd (Saar)                                       | 224 m                                              |
| ehemaliger Bahnhof | 100,090                                                                                      | Einöd (Saar)                                       | Einöd (Saar)                                       |
| Abzweig geradeaus und ehemals nach rechts |                                                                                              | ehem. Strecke nach Homburg (Reaktivierung geplant) | ehem. Strecke nach Homburg (Reaktivierung geplant) |
| Strecke mit Straßenbrücke |                                                                                              | B 423                                              | B 423                                              |
| Strecke mit Straßenbrücke |                                                                                              | A 8                                                | A 8                                                |
| Brücke über Wasserlauf |                                                                                              | Blies                                              | Blies                                              |
| Abzweig geradeaus und von rechts |                                                                                              | Würzbachbahn von Schwarzenacker                    | Würzbachbahn von Schwarzenacker                    |
| Haltepunkt / Haltestelle | 103,210                                                                                      | Bierbach                                           | 221 m                                              |
| Abzweig geradeaus und ehemals nach links |                                                                                              | ehem. Bliestalbahn nach Sarreguemines              | ehem. Bliestalbahn nach Sarreguemines              |
| Haltepunkt / Haltestelle | 105,820                                                                                      | Blieskastel-Lautzkirchen                           | 220 m                                              |
| Brücke über Wasserlauf |                                                                                              | Würzbach                                           | Würzbach                                           |
| Bahnhof | 110,871                                                                                      | Würzbach (Saar)                                    | 237 m                                              |
| Abzweig geradeaus und ehemals nach links |                                                                                              | ehem. Würzbachbahn nach St. Ingbert                | ehem. Würzbachbahn nach St. Ingbert                |
| Haltepunkt / Haltestelle | 113,820                                                                                      | Hassel (Saar)                                      | 261 m                                              |
| Strecke mit Straßenbrücke |                                                                                              | A 6                                                | A 6                                                |
| Abzweig geradeaus und von rechts |                                                                                              | Strecke von Mannheim                               | Strecke von Mannheim                               |
| Brücke |                                                                                              | L 241                                              | L 241                                              |
| Bahnhof | 116,040                                                                                      | Rohrbach (Saar)                                    | 258 m                                              |
| Strecke |                                                                                              | Strecke nach Saarbrücken                           | Strecke nach Saarbrücken                           |
| |                                                                                              |                                                    |                                                    |
| Quellen: |                                                                                              |                                                    |                                                    |

Die Bahnstrecke Landau–Rohrbach ist eine 92 Kilometer lange Hauptbahn, die unter anderem über Annweiler am Trifels, Rodalben, Zweibrücken und Blieskastel verläuft. Sie entstand im Zeitraum von 1857 bis 1895 teilweise aus bestehenden Strecken. Der bedeutendste Abschnitt Landau–Zweibrücken ging am 25. November 1875 vollständig in Betrieb. Teilabschnitte der Strecke werden wahlweise als Südpfalzbahn (Landau–Zweibrücken), Queichtalbahn (Landau–Pirmasens Nord) oder Schwarzbachtalbahn (Pirmasens Nord–Rohrbach) bezeichnet. In ihren ersten Jahrzehnten war sie im Güterverkehr Bestandteil einer wichtigen Ost-West-Magistrale von der Saargegend nach Süddeutschland und besaß zusätzlich Bedeutung im Personenfernverkehr. Seit Ende der 1980er Jahre findet ausschließlich Nahverkehr statt. Die Strecke wurde ab 1994 im Kursbuch der Deutschen Bahn (DB) in zwei getrennten Kursbuchtabellen (Saarbrücken–Pirmasens und Pirmasens–Landau) aufgeführt. Gleichzeitig entfiel weitgehend der durchgehende Verkehr zwischen Landau und Saarbrücken zugunsten von Direktverbindungen nach Pirmasens. Der Güterverkehr kam 2002 zum Erliegen.

## Geschichte

### Übersicht
Historisch betrachtet ist die Magistrale Landau–Rohrbach ein Konglomerat mehrerer Strecken. Dies hängt damit zusammen, dass die Erweiterung des pfälzischen Streckennetzes nach Eröffnung der Ludwigsbahn Ludwigshafen–Bexbach sich an letzterer orientierte. Die bedeutendste ist die 1874 und 1875 eröffnete Südpfalzstrecke Landau–Zweibrücken. Die restlichen, teilweise zuvor eröffneten Abschnitte entstanden hauptsächlich aufgrund lokaler Interessen als Teilstück anderer Strecken. Erst seit 1895 besteht die Strecke von Landau bis Rohrbach in ihrer heutigen Form. Errichtet wurden alle Teilstrecken von der Pfälzischen Ludwigsbahn-Gesellschaft, die ab 1. Januar 1870 Bestandteil der Pfälzischen Eisenbahnen war.

### Entstehung der Abschnitte Zweibrücken–Einöd und Bierbach–Würzbach
Der älteste Teil ist der Abschnitt Einöd–Zweibrücken, der als Teil der Bahnstrecke Homburg–Zweibrücken entstand. Bereits 1844 bildete sich in Zweibrücken ein Komitee, das eine Zweigbahn von Homburg aus anstrebte. Zunächst stieß dieses Vorhaben jedoch in beiden Städten auf Widerstand. In Homburg wurden Befürchtungen laut, dass Handel und Gewerbe erheblichen Schaden hinnehmen müssten. In Zweibrücken beruhten die Vorbehalte hingegen darauf, dass die Stadt fortan erheblicher Rußbelästigung ausgesetzt wäre. Es mangelte auch an Fachkräften für eine Projektierung.
Erst als die Pfälzische Ludwigsbahn von Ludwigshafen nach Bexbach 1849 auf voller Länge fertig gestellt war, konnte sich ihr Erbauer, der Eisenbahningenieur Paul Denis, diesem Projekt zuwenden. 1852 begann er mit den Planungen und der Kalkulation. Er kam zu dem Ergebnis, dass eine Strecke von Homburg über Schwarzenacker und Einöd nach Zweibrücken rentabel sei. Nachdem die Bauarbeiten am 1. Juni 1856 begonnen hatten, wurde die Strecke schon am 7. Mai 1857 eröffnet.
Bereits im Zuge der Planungen der Ludwigsbahn gab es Erwägungen, die Stadt St. Ingbert wegen ihrer Kohlevorkommen und des dortigen Eisenwerks an das Eisenbahnnetz anzuschließen. Jedoch wurde stattdessen auf preußischen Druck eine Variante nach Bexbach vorgesehen, um später von dort aus ins Sulzbachtal einschwenken zu können. Zunächst war eine Bahnlinie auf kürzestem Weg von St. Ingbert nach Homburg geplant. Für eine solche hatte Denis bereits 1856 plädiert.
Die Gemeinden entlang der Blies und des Würzbaches plädierten gegen den Widerstand der beiden Städte vehement für eine Streckenführung über ihr Gebiet. Eine Berechnung der Direktion der Ludwigsbahn kam zu dem Ergebnis, dass diese lediglich unwesentlich teurer sei als eine direkte Strecke der Relation Homburg–St. Ingbert, zumal die Grundbesitzer aus St. Ingbert hohe Preise für Abtretungen forderten. Dennoch sprach die befürchtete Verteuerung der Kohleförderung dieser Stadt gegen den geplanten Umweg. Die Ludwigsbahn-Gesellschaft gewichtete die Interessen der Orte entlang der beiden genannten Flüsse schließlich höher als die der St. Ingberter Grube. Sie stellte jedoch die Bedingung, dass die Erzeugnisse aus dieser Grube nicht teurer sein dürften als bei einer Direktstrecke. Die geplante Strecke sollte im Bahnhof Schwarzenacker von der Stichbahn nach Zweibrücken abzweigen und anschließend über Bierbach, Lautzkirchen, Niederwürzbach und Hassel nach St. Ingbert führen. Das Teilstück Schwarzenacker–Hassel wurde am 28. November 1866 eröffnet, die Durchbindung bis St. Ingbert durch den Hasseler Tunnel folgte am 1. Juni des Folgejahres.

### Entstehung des Abschnitts Landau–Zweibrücken

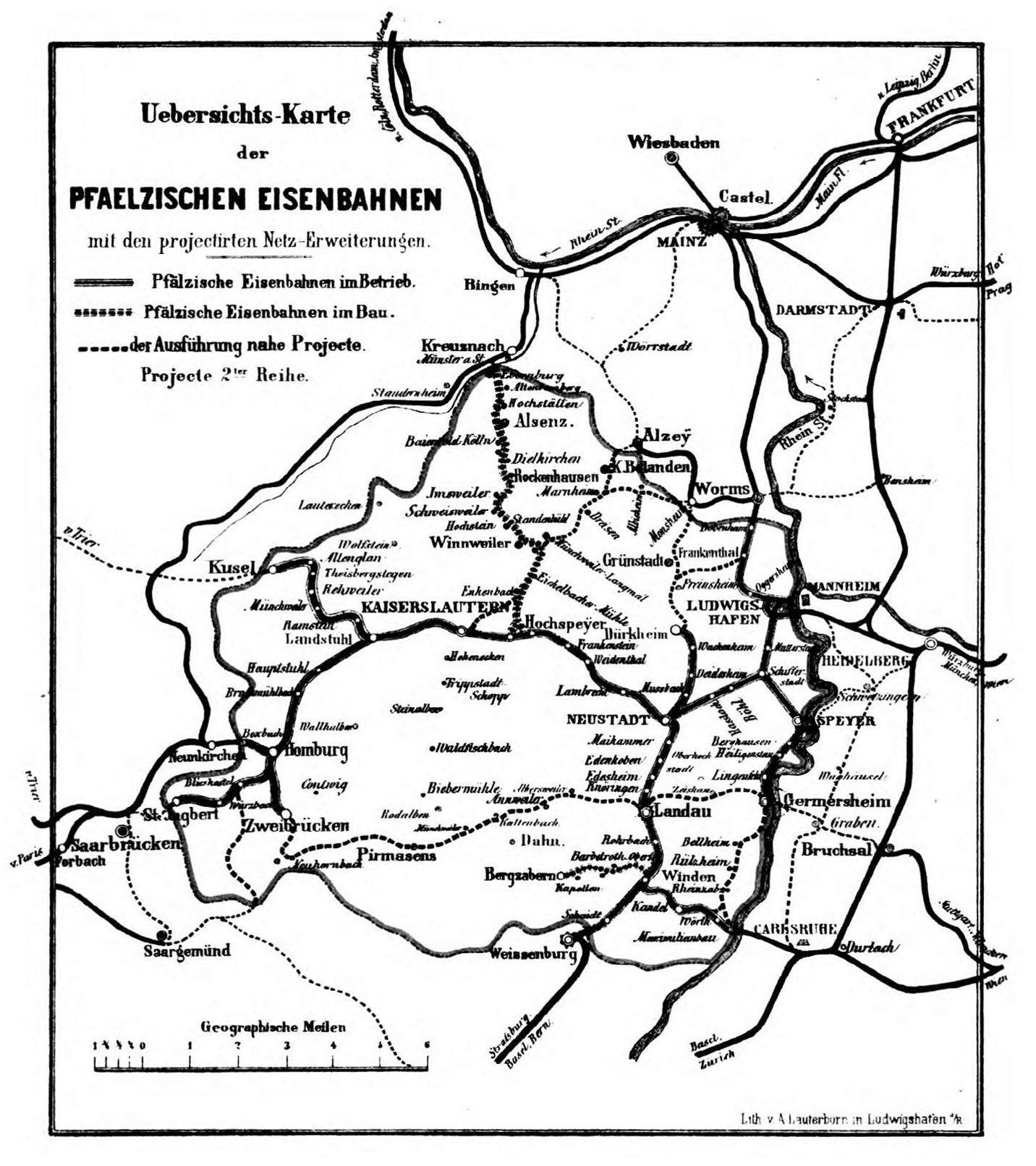
Anfangs projektierter Verlauf der Strecke über Pirmasens, welcher nicht ausgeführt wurde

Erste Bestrebungen für einen entsprechenden Bahnbau gehen bis 1837 zurück. Im Zuge der Aktienzeichnung der Pfälzischen Ludwigsbahn im Folgejahr gab es einen Vorschlag, die geplante Bahnstrecke über Zweibrücken und von dort aus entlang des Schwarzbaches über Rodalben, Annweiler und Langenkandel an den Rhein verlaufen zu lassen, der sich jedoch nicht durchsetzte. Dennoch setzten sich vor allem die Orte entlang der Queich für einen Bahnanschluss ein. Die pfälzische Eisenbahnverwaltung lehnte ihn jedoch zunächst ab, da er teuer sei und eine Konkurrenz zur Ludwigsbahn darstelle. Trotzdem konkretisierten sich ab 1863 entsprechende Pläne. Vor dem Hintergrund des Standpunktes der Bahnverwaltung zog ein lokales Komitee zunächst als Ersatzlösung die Einrichtung einer Zweigbahn von Landau nach Annweiler in Erwägung. Dann jedoch änderte es auf Betreiben der Stadt Landau seine Konzeption und setzte sich ebenfalls für den Bau einer Linie Landau–Pirmasens–Zweibrücken ein. Diesmal waren seine Bestrebungen erfolgreich: Die Genehmigung, einen geeigneten Entwurf unter Übernahme der Kosten anzufertigen, wurde erteilt. Die hierzu erforderliche Konzession wurde am 1. April 1865 erteilt.
Über den Verlauf der Trasse zwischen Pirmasens und Zweibrücken herrschte Uneinigkeit, die sich in zwei unterschiedlichen Entwürfen niederschlug. Der erste Entwurf plädierte für eine Trasse über Hengsberg, während der zweite eine Führung über Walshausen und entlang der Trualb unter Einschluss von Hornbach und Ixheim bevorzugte. Genauere Untersuchungen führten zu dem Ergebnis, dass eine direkte Linienführung der Südpfalzbahn über Pirmasens aufgrund der schwierigen topographischen Situation in beiden Fällen große technische Probleme mit sich bringen würde. Eine neue Konzeption schlug einen Verlauf einige Kilometer nördlich der Stadt vor. Von Osten kommend führte er durch das Tal von Rodalb und Schwarzbach. Diese Linienführung hatte den Vorteil, dass nur eine geringfügige Steigung zu überwinden war und mit dem Neuhof-Tunnel bei Rodalben lediglich ein Tunnel gebaut werden musste.
Zunächst wurde die Teilstrecke Landau–Annweiler fertiggestellt, die Inbetriebnahme fand am 12. September 1874 statt. Dabei wurden Teile des im ausgehenden 17. Jahrhundert errichteten Albersweilerer Kanals überbaut. Am 25. November des Folgejahres wurde die Strecke bis nach Zweibrücken verlängert. Gleichzeitig wurde vom Bahnhof Biebermühle aus, der im Mündungsbereich der Rodalb in den Schwarzbach entstand, eine Stichstrecke nach Pirmasens eröffnet, sodass eine Anbindung der Stadt an das neu entstandene Eisenbahnnetz gesichert war. Der Verwaltungsrat der Pfälzischen Eisenbahnen erachtete den seitherigen Bahnhof von Zweibrücken als Durchgangsstation für ungeeignet; es entstand stattdessen ein neuer weiter südlich. Obwohl die Strecke zunächst eingleisig war, wurde sie auf gesamter Länge zweigleisig projektiert. Unterbau, Kunstbauten und Überfahrten wurden entsprechend hergerichtet.

### Entwicklung zur wichtigen Ost-West-Verbindung (1875–1890)
Der nördliche Ausgangspunkt der projektierten Bliestalbahn sollte anfangs im Bereich um Lautzkirchen liegen. Der zuständige Ingenieur, der aus Zweibrücken kam, sorgte jedoch dafür, dass die Strecke in seiner Heimatstadt begann und bis Einöd parallel zur 1857 eröffneten Bahnstrecke Homburg–Zweibrücken folgen sollte. Dies hatte mehrere Gründe: Die Orte im Bliestal gehörten größtenteils zum Bezirksamt Zweibrücken. Darüber hinaus sollte das benachbarte Homburg nicht zu viel Macht als Eisenbahnknotenpunkt erhalten. Des Weiteren sollte die Strecke ins Bliestal konzeptionell als Fortsetzung der Strecke Landau–Zweibrücken dienen. Bereits am 15. Oktober 1877 wurde der Streckenabschnitt Zweibrücken–Bierbach eröffnet, um Züge der Relation Zweibrücken–St. Ingbert zu ermöglichen.
Nachdem die 1870 eröffnete Bruhrainbahn Bruchsal–Rheinsheim im Mai 1877 nach Germersheim durchgebunden worden war, entwickelte sich die Verbindung in Kombination mit der Strecke von Homburg nach Zweibrücken zu einer der wichtigsten Güterverkehrsstrecken in Deutschland. Sie diente vor allem dem Transport von Kohle und Eisen aus der „Saargegend“ zu den Industriezentren am Oberrhein und nach Süddeutschland. Dennoch mussten die aus Richtung Bexbach und Saarbrücken kommenden Kohlezüge im Bahnhof Homburg „Kopf machen“, sofern sie über die Südpfalzstrecke fuhren. Am 15. Oktober 1879 folgte die Durchbindung der Würzbachbahn nach Saarbrücken. Dadurch entfiel der Umweg über Neunkirchen und Bexbach der aus Saarbrücken kommenden Züge, zumal diese zuvor die Richtung in Homburg wechseln mussten. Folglich wurde der Transport von Kohle billiger und kürzer. Zwei Jahre später war es ebenso möglich, von Bexbach aus ohne Richtungswechsel über Zweibrücken und Landau zu fahren.
Die zunehmende Verkehrsverdichtung machte es notwendig, die Kapazitäten der Strecke weiter auszubauen, sodass ab 1888 die Strecke von Landau bis Zweibrücken durchgängig zweigleisig befahrbar war. Im selben Jahr begann die Errichtung eines zweiten Gleises im Abschnitt Zweibrücken–Bierbach zusammen mit der sich anschließenden Bliestalbahn. Diese Maßnahme war zwei Jahre später abgeschlossen. Damit einhergehend sowie aufgrund einer neuen Betriebsordnung für bayerische Hauptbahnen erhielten die Bahnhöfe neue Signale für die Aus- und Durchfahrt.

### Entwicklung bis zum Ende des Ersten Weltkriegs (1890–1918)

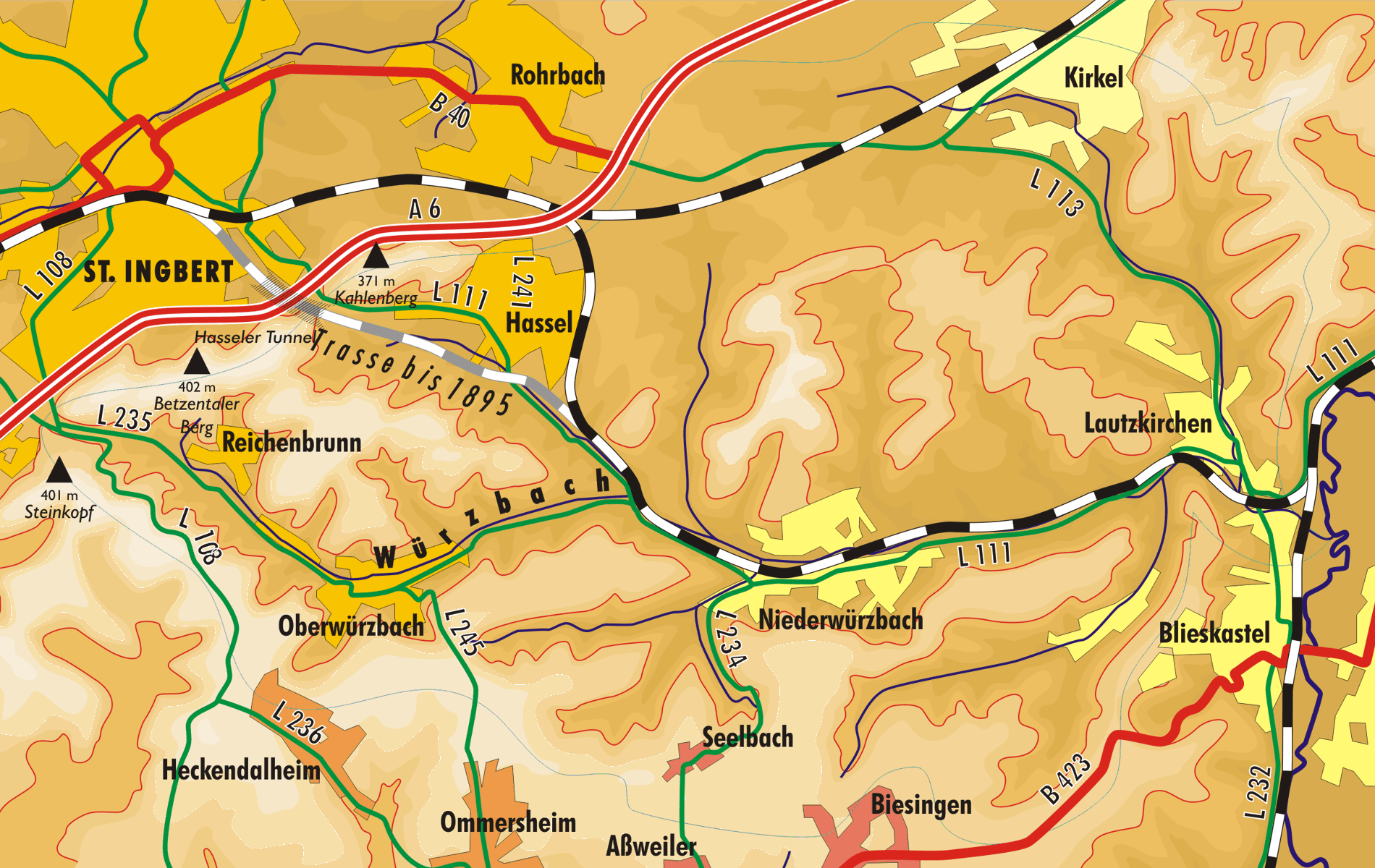
Neutrassierung der Strecke im westlichen Teil 1895

Der seit 1867 zwischen Hassel und St. Ingbert bestehende Hasseler Tunnel wies zunehmend bauliche Mängel auf, sodass Züge ihn aus Sicherheitsgründen nur mit geringer Geschwindigkeit passieren konnten. Außerdem war das Tunnelprofil mit einer Breite von 3,08 Metern und einer lichten Höhe von 4,44 Metern sehr klein, was den Kapazitäten weitere Grenzen setzte. Vor allem das Militär kritisierte diesen Zustand, da dadurch im Kriegsfall der schnelle Transport von Truppen und Material Richtung Frankreich nicht ausreichend gewährleistet war. Insgesamt drei Optionen standen zur Wahl: Bei der ersten sollte der Bestandstunnel neu ausgemauert werden. Die zweite sah einen neuen Tunnel vor und die dritte eine komplett neue Trasse, die über Rohrbach ohne einen Tunnel ausgekommen wäre. Aufgrund der strategischen Bedeutung der Strecke fiel auf Druck der Reichsregierung die Wahl auf die letztgenannte Variante. Da die Pfälzischen Eisenbahnen außerstande waren, die Maßnahme allein zu finanzieren, bezuschusste das Deutsche Reich das Projekt. Zwischen Würzbach und St. Ingbert entstand eine insgesamt 5,7 Kilometer längere Umgehungsstrecke über Rohrbach, die am 7. September 1895 in Betrieb ging. Dies machte zudem die Verlegung des Bahnhofs Hassel erforderlich. Die Direktverbindung von Würzbach–St. Ingbert wurde stillgelegt und abgebaut, alle Züge fuhren ab diesem Zeitpunkt über die neue Verbindungsstrecke zwischen Hassel und Rohrbach.

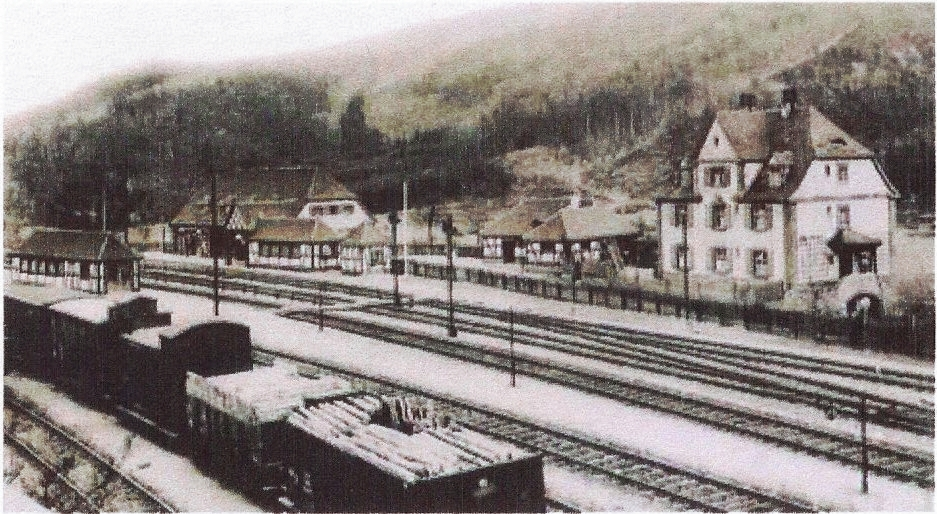
Der Bahnhof Hinterweidenthal Ost, damals Kaltenbach Ost, 1911

Am 1. Januar 1904 wurde ebenfalls aus strategischen Gründen zusammen mit der vier Monate später eröffneten Glantalbahn eine Direktverbindung von Homburg nach Rohrbach in Betrieb genommen, die über Kirkel und Limbach führte. Dies hatte zur Folge, dass der Verkehr der Relation Homburg–Bierbach–St. Ingbert seine Bedeutung verlor. Während dieser Zeit wurden Streckenfernsprecher eingerichtet, die von Germersheim über Landau und Zweibrücken bis nach Saarbrücken reichten. Am 1. Januar 1909 ging die Magistrale zusammen mit den übrigen Bahnstrecken innerhalb der Pfalz in das Eigentum der Bayerischen Staatseisenbahnen über.
In Zusammenhang mit der 1911 eröffneten nach Bundenthal-Rumbach führenden Wieslauterbahn entstand für diese neue Verbindung zwischen den Bahnhöfen Hinterweidenthal-Kaltenbach und Hauenstein der neue Abzweigbahnhof Kaltenbach Ost, der bereits wenige Jahre später in Hinterweidenthal umbenannt wurde. Der bisherige Bahnhof Hinterweidenthal-Kaltenbach erhielt die Bezeichnung Kaltenbach (Pfalz). Nach dem Beginn des Ersten Weltkriegs 1914 fuhren zwischen dem 9. und 16. August pro Tag 50 von Germersheim kommende Militärzüge zwischen Landau und Zweibrücken, 30 von ihnen fuhren über die Bliestalbahn nach Saargemünd, die restlichen über Rohrbach bis nach Saarbrücken.

### Zwischenkriegszeit (1918–1939)
Nachdem Deutschland den Ersten Weltkrieg verloren hatte, wurde der Streckenabschnitt westlich von Zweibrücken mit Wirkung des 10. März 1920 dem neu geschaffenen Saargebiet zugeteilt, das auf Initiative der Siegermächte für die Dauer von 15 Jahren der Kontrolle durch den Völkerbund unterstand und während dieser Zeit französisches Zollgebiet war. Folglich war für ihn die Saareisenbahn zuständig, die aus der preußischen Eisenbahndirektion Saarbrücken hervorgegangen war. Entsprechend fanden in den Bahnhöfen Einöd und Zweibrücken Zollkontrollen statt. Der östliche Abschnitt ging im selben Jahr in das Eigentum der neu gegründeten Deutschen Reichsbahn über, die ihn zwei Jahre später der Reichsbahndirektion Ludwigshafen unterstellte.
Mit der Rückgliederung des Saargebiets 1935 war die Reichsbahn für die Gesamtstrecke zuständig, wodurch die Zollkontrollen entfielen, die bisherige Saareisenbahn wurde in „Reichsbahndirektion Saarbrücken“ umbenannt. Im Zuge der Auflösung ihres Ludwigshafener Pendants gelangte der Abschnitt Godramstein–Zweibrücken am 1. April 1937 zur Direktion in Saarbrücken, der zuvor bereits das Teilstück Einöd–Rohrbach unterstand. Der Abschnitt Landau Hauptbahnhof – Landau West wurde zeitgleich in die Reichsbahndirektion Mainz eingegliedert.
Die Nationalsozialisten ließen den Knotenbahnhof Biebermühle zur Vorbereitung auf den Westfeldzug in der zweiten Hälfte der 1930er Jahre grundlegend umbauen. Zum 1. Juli 1938 erhielt er den neuen Namen „Pirmasens Nord“, womit seiner Bedeutung für die Schuhstadt Rechnung getragen wurde, obwohl er sich nicht auf deren Gemarkung befand. Daneben verbesserten technische Neuerungen die Leistungsfähigkeit der Strecke. Zur selben Zeit entstand nördlich des Bahnhofs Pirmasens Nord eine Verbindungskurve, die im Zweiten Weltkrieg direkte Zugläufe der Relation Zweibrücken–Kaiserslautern über die Biebermühlbahn ermöglichen sollte.

### Zweiter Weltkrieg und Nachkriegszeit (1939–1960)
Im Zweiten Weltkrieg war die Bahnlinie aufgrund ihrer strategischen Bedeutung mehreren Angriffen ausgesetzt, die sich ab 1944 verstärkten. Deshalb wurde der Verkehr teilweise eingeschränkt. Zunächst war am 25. April Landau betroffen, am 28. Juni war Zweibrücken das Ziel und am 21. Juli erneut Landau. Im September folgten Albersweiler und Godramstein und am 29. Dezember Annweiler. Im selben Monat sowie vom 3. bis 5. Januar des Folgejahres war abermals Landau Angriffsziel. Gegen Kriegsende befuhren ab 4. März 1945 Nachschubzüge der US Army die Strecke. Die Kampfhandlungen in den Folgetagen führten dazu, dass es ab dem 24. März zwischen Landau und Zweibrücken keinen Zugverkehr gab. Noch 1946 war der Streckenabschnitt Hinterweidenthal–Pirmasens Nord gesperrt.
In der Folge der deutschen Kriegsniederlage demontierte die französische Besatzungsmacht als Teil deutscher Reparationsleistungen zwischen 1945 und 1948 das zweite Gleis der Bahnstrecke. Zudem wurde der westliche Abschnitt abermals dem erneut abgetrennten, nun Saarland genannten Gebiet zugeteilt. Für ihn waren ab diesem Zeitpunkt die Saarländischen Eisenbahnen (SEB) beziehungsweise ab 1951 die Eisenbahnen des Saarlandes (EdS) zuständig; erneut fanden in Einöd Zollkontrollen statt. Der restliche Teil der Bahnstrecke unterstand fortan der Betriebsvereinigung der Südwestdeutschen Eisenbahnen (SWDE), die 1949 in die neu gegründete Deutsche Bundesbahn (DB) überging.
Bereits seit 1945 unterstand der innerhalb des ein Jahr später neu gegründeten Bundeslandes Rheinland-Pfalz befindliche Streckenabschnitt Landau–Zweibrücken der Mainzer Direktion. Im Juni 1949 wurde der Personenverkehr wieder aufgenommen. Im Streckenabschnitt Pirmasens Nord–Zweibrücken entstanden mit Höhmühlbach, Dellfeld Ort und Stambach drei neue Haltepunkte. Zur besseren Auslastung der Magistrale Saarbrücken–Neunkirchen–Ludwigshafen wurde der Durchgangsgüterverkehr mit Wirkung vom 1. Mai 1955 gesperrt. Mit der wirtschaftlichen Rückgliederung des Saarlandes 1959 wurde die Bundesbahn Eigentümerin der gesamten Strecke, die Zollkontrollen entfielen. Vom Bund erhielt die DB finanzielle Zuwendungen, die im Rahmen des Kalten Kriegs auf den Erhalt des Streckenabschnitts Landau–Zweibrücken aus strategischen Gründen abzielten.

### Schrittweiser Bedeutungsverlust (1960–1993)

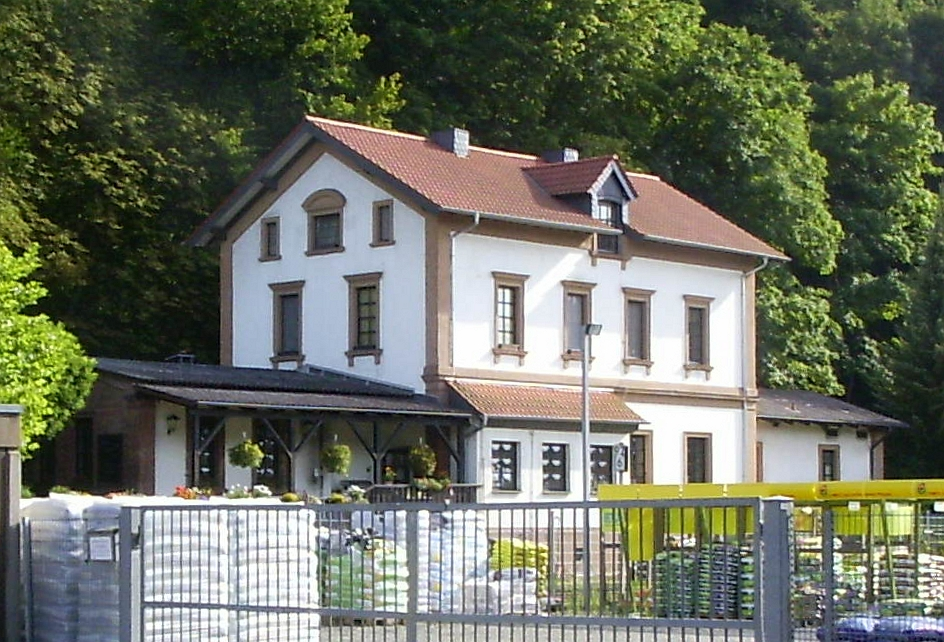
Der 1985 im Personenverkehr aufgelassene Bahnhof Zweibrücken-Niederauerbach

Weitere Auswirkungen auf die Entwicklung der Südpfalzstrecke hatte die bereits am 24. März 1945 gesprengte Germersheimer Rheinbrücke, die erst 1967 wiederhergestellt wurde. Dies führte zu einer Konzentration der Verkehrsströme auf die Bahnstrecke Mannheim–Saarbrücken. Zweimal diente die Magistrale von Landau nach Rohrbach in der Folgezeit als Umleitungsstrecke, so zunächst während der schrittweisen Elektrifizierung der Strecke Mannheim–Saarbrücken von 1960 bis 1964. Vor allem im Abschnitt Kaiserslautern–Neustadt führten diese Arbeiten wegen der zahlreichen Tunnels zeitweilig zu eingleisiger Streckenführung und Geschwindigkeitsbeschränkungen, so dass die Kapazität der Strecke stark eingeschränkt war. Aus diesem Grund fand in jenem Zeitraum der Güterverkehr verstärkt über die Bahnstrecke Landau–Rohrbach statt. Nach dem Eisenbahnunfall im Heiligenberg-Tunnel am 28. Juni 1988 war die Bahnstrecke Mannheim–Saarbrücken für die Dauer von 56 Stunden gesperrt. Ein Teil der Züge wurde während dieser Zeit ab Rohrbach erneut über Zweibrücken und Landau umgeleitet.
Um 1967 wurde die Telegrafen-Freileitung entlang der Strecke abschnittsweise durch Fernmeldekabel ersetzt.
Im Zuge der schrittweisen Auflösung der Mainzer Direktion 1971 wechselte der Abschnitt Landau–Wilgartswiesen mit Wirkung zum 1. Juni in den Zuständigkeitsbereich der Karlsruher Direktion, während für die Reststrecke ab dem 1. August die Saarbrücker Behörde verantwortlich zeichnete. 1975 wurde das hundertjährige Jubiläum des Streckenabschnitts Landau–Zweibrücken gefeiert, bei dem auch Dampfzüge verkehrten. 1982 fand das 125-jährige Jubiläum der in Einöd abzweigenden Bahnstrecke Homburg–Zweibrücken statt. Bei den Feierlichkeiten verkehrte ein Triebwagen des Trans-Europ-Express im Ring Zweibrücken–Homburg–Saarbrücken–Zweibrücken. In den 1980er Jahren baute die DB mehrere Unterwegsbahnhöfe zu Haltepunkten zurück. Die Stationen Einöd (Saar) (1989), Stambach (1984), Zweibrücken-Niederauerbach (1985) und Albersweiler (1984) gab sie für den Personenverkehr auf, dafür entstand für letztere ein näher am gleichnamigen Ort liegender Haltepunkt.
Mit Einführung des Interregio gab es vor Ort Bemühungen, diesen auch hier verkehren zu lassen. Die DB veranstaltete am 16. März 1991 eine Werbefahrt zwischen Landau und Zweibrücken, obwohl sie nicht plante, die neue Zuggattung im Regelverkehr einzuführen. Dies brachte ihr Kritik ein. 1993 hegte die Bundesbahndirektion Saarbrücken Pläne, den Streckenabschnitt Annweiler–Zweibrücken stillzulegen.

### Deutsche Bahn (seit 1994)
Nach der Bahnreform setzten sich die Umstrukturierungen zunächst fort. Zwar wurden die Planungen zur vollständigen Stilllegung der Strecke nicht realisiert, das Zugangebot wurde jedoch weiter reduziert. 1994 entstand der so genannte Rheinland-Pfalz-Takt, der eine Verbesserung des Zugangebotes sowie die Reaktivierung stillgelegter Bahnstrecken innerhalb von Rheinland-Pfalz vorsah. Im selben Jahr wurde die Strecke im Kursbuch in zwei Abschnitte aufgeteilt, wobei der Abschnitt Pirmasens–Saarbrücken fortan als Kursbuchstrecke 674 („Schwarzbachtalbahn“) und der Abschnitt Pirmasens–Landau als Kursbuchstrecke 675 („Queichtalbahn“) erschien. 1996 folgte die Integration des Abschnitts Landau–Rinnthal in den Tarifbereich des Verkehrsverbundes Rhein-Neckar (VRN), im selben Jahr galt der Karlsruher Verkehrsverbund (KVV) bereits innerhalb des Streckenabschnittes Landau–Godramstein.
Am 1. Juli 1997 wurde auf der Wieslauterbahn der regelmäßige Ausflugsverkehr wieder aufgenommen und der zwischenzeitlich nicht mehr bediente Abzweigbahnhof Hinterweidenthal Ost zu den Betriebszeiten der Nebenstrecke für den Personenverkehr reaktiviert. Im September 2000 wurde das 125-jährige Jubiläum der Bahnstrecke mit Dampfzugfahrten der Ulmer Eisenbahnfreunde (UEF) gefeiert, sodass die Strecke erneut in das Bewusstsein der Öffentlichkeit rückte. Anders als 25 Jahre zuvor beschränkten sich die Feierlichkeiten jedoch auf den Abschnitt Landau–Pirmasens Nord. Im selben Jahr wurde der Abschnitt Wilgartswiesen–Zweibrücken wie die gesamte Westpfalz zunächst Teil des Westpfalz-Verkehrsverbundes (WVV), ehe dieser sechs Jahre später im Verkehrsverbund Rhein-Neckar (VRN) aufging. Seit 2005 ist der saarländische Streckenabschnitt Teil des Saarländischen Verkehrsverbundes (SaarVV).
In der Folgezeit kamen mit Landau Süd, Annweiler-Sarnstall und Hauenstein Mitte drei neue Haltepunkte hinzu, mit Stambach und Einöd wurden zwei weitere reaktiviert. Die Infrastruktur der Strecke erfuhr in den Folgejahren eine Modernisierung. So ging im April 2010 das elektronische Stellwerk Landau in Betrieb, das seither den Landauer Hauptbahnhof und den Bahnhof Godramstein von Neustadt aus fernsteuert. Zur selben Zeit wurden viele Unterwegshalte darüber hinaus mit Fahrgastinformationsanlagen ausgestattet. Im September 2017 wurde der Teilbereich „Südpfalz“ des ESTW „Südliche Pfalz“ in der regionalen Bedienzentrale Neustadt (Weinstraße) in Betrieb genommen. Seither werden hierüber die Bahnhöfe Zweibrücken Hbf, Dellfeld, Pirmasens Nord, Pirmasens Hbf, Münchweiler (Rodalb) und Hinterweidenthal ebenfalls aus Neustadt ferngesteuert. Dies war ursprünglich bereits für den 19. Dezember 2016 geplant.

## Zukunftspläne
Es wird immer wieder über die Einführung schneller Regionalexpress-Züge der Relation Saarbrücken–Karlsruhe diskutiert. Für die Realisierung wären nach Angaben des Zweckverbandes Schienenpersonennahverkehr Rheinland-Pfalz Süd (ZSPNV Süd) die Einrichtung einer Kreuzungsmöglichkeit in Thaleischweiler-Fröschen sowie ein weiterer Kreuzungsbahnhof notwendig.
Für den Bundesverkehrswegeplan 2030 hat das Land Rheinland-Pfalz den zweigleisigen Ausbau und die Elektrifizierung der gesamten Strecke als „Ausbaukonzept West-Ost-Korridor/nördlicher Oberrhein“ angemeldet. Darüber hinaus sollen langfristig im Berufsverkehr Züge der Relation Landau–Dahn verkehren.
Im Rahmen der Reaktivierung der Bahnstrecke Homburg-Zweibrücken soll der Abschnitt Zweibrücken Hbf – Einöd (Saar) elektrifiziert werden.
Ab Dezember 2025 ist der Einsatz von Akkutriebwagen des Typs FLIRT Akku geplant.

## Verkehr

### Personenverkehr

#### Zeit der Pfälzischen Ludwigsbahn-Gesellschaft
Da vor allem derjenige Abschnitt westlich von Zweibrücken bauhistorisch ein Konglomerat unterschiedlicher Strecken bildete, fand in den ersten Jahrzehnten kein durchgehender Nahverkehr statt. Der Personenverkehr zwischen Zweibrücken und Einöd bestand ab 1857 als Teilstück der Bahnstrecke Homburg–Zweibrücken. Zwischen Bierbach und Würzbach war der Verkehr als Bestandteil der Würzbachbahn auf die Relation Homburg–St. Ingbert ausgerichtet. Entsprechend verkehrten dort in den ersten Jahren drei Zugpaare.
Als 1877 in Zusammenhang mit dem Bau der Bliestalbahn eine Verbindung zwischen Einöd und Bierbach entstanden war, verkehrten zwei Jahre später nach Fertigstellung dieser Strecke Züge von Zweibrücken über Bierbach bis nach Saargemünd. Der Personenverkehr zwischen Landau und Zweibrücken spielte anfangs lediglich eine untergeordnete Rolle. Da die Würzbachbahn 1879 eine Fortsetzung bis nach Saarbrücken erhalten hatte, verkehrte ein Jahr später erstmals ein Fernzug der Relation München–Oostende über die neu entstandene Magistrale Landau–Zweibrücken–Bierbach–St. Ingbert–Saarbrücken. Zeitgleich war auf diese Weise eine deutlich kürzere Verbindung zwischen Homburg und Saarbrücken entstanden als die seit 1852 bestehende Verbindung über Bexbach und Neunkirchen, sodass auf dem Abschnitt Bierbach–Würzbach fortan Züge von Ludwigshafen nach Saarbrücken fuhren. Der Sommerfahrplan von 1880 wies ein Schnellzugpaar der Relation Bruchsal–Saarbrücken auf, das sich mehrere Jahrzehnte lang hielt. 1897 existierten Kurswagenverbindungen nach Metz und München, die über die Bliestalbahn fuhren.

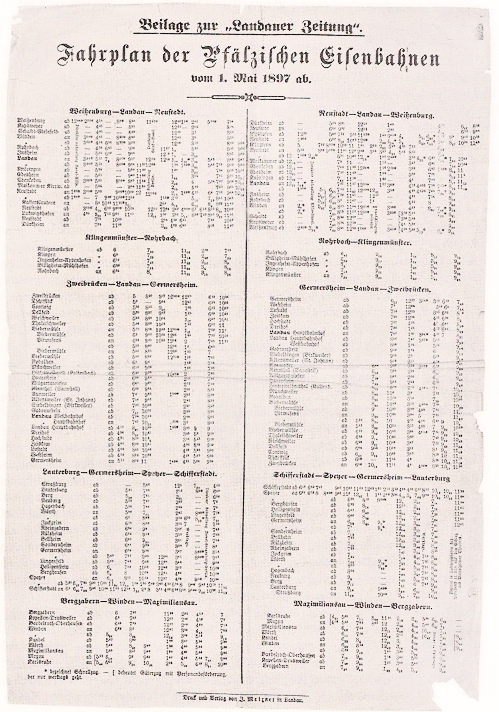
Fahrplan vom 1. Mai 1897

Erst nachdem die Würzbachbahn zwischen Würzbach und St. Ingbert 1895 eine neue Trasse über Rohrbach erhalten hatte, war die heutige Strecke vollendet. Dennoch gab es keinen umsteigefreien Nahverkehr von Landau bis Rohrbach. Der Fahrplan von 1897 enthielt durchgehende Nahverkehrszüge von Zweibrücken bis Germersheim, daneben verkehrten solche zusätzlich zwischen Zweibrücken und Biebermühle bis Pirmasens. Da aus strategischen Gründen 1904 eine Direktverbindung zwischen Homburg und Rohrbach und damit einhergehend die Bahnstrecke Mannheim–Saarbrücken in ihrer jetzigen Form entstand, verlor der Abschnitt Bierbach–Rohrbach für den Durchgangsverkehr der Relation Ludwigshafen–Saarbrücken an Bedeutung. Zwischen Landau und Zweibrücken verkehrten während dieser Zeit fünf Nahverkehrs- und zwei Schnellzüge; hinzu kam ein weiteres Zugpaar der Relation Zweibrücken–Pirmasens.

#### Nach der Verstaatlichung bis zum Zweiten Weltkrieg
1910 existierten Schnell- und Eilzüge nach Saarbrücken, München und Metz. 1914 fuhr an Sonn- und Feiertagen auf dem Streckenabschnitt Landau–Hinterweidenthal ein Zugpaar, das über die 1911 eröffnete Wieslauterbahn bis nach Bundenthal-Rumbach verkehrte. Aus diesem entwickelte sich in den Folgejahrzehnten der sogenannte „Bundenthaler“. 1931 verkehrte letzterer bereits ab Neustadt, er begann vormittags und fuhr abends zurück. Bis Landau benutzte er die Pfälzische Maximiliansbahn. Ab dem Sommer 1930 verkehrte zwischen Rohrbach und Bierbach außerdem ein Ausflugszug der Relation Saarbrücken–Bingerbrück entlang der Glantalbahn.
Die Bahnstrecke selbst war weiterhin Teil der West-Ost-Magistrale Saarbrücken–Bruchsal. Mit Inbetriebnahme der festen Rheinbrücke zwischen dem pfälzischen Maximiliansau und dem badischen Maxau entlang der Bahnstrecke Winden–Karlsruhe 1938 änderte sich jedoch der Fahrtweg der meisten, teilweise bereits in Trier beginnenden Fernzüge: Sie fuhren nach einem Fahrtrichtungswechsel in Landau fortan bis Winden über die Maximiliansbahn und anschließend weiter bis nach München. Entsprechend war die Relation Saarbrücken–Karlsruhe 1939 als Kursbuchstrecke 242 geführt. In diesem Jahr verkehrte unter anderem ein Eilzug der Relation Mannheim–Landau–Saarbrücken. Der Fahrplan von 1944 wies zum Teil durchgehende Nahverkehrszüge von Karlsruhe über Landau und Zweibrücken bis nach Saarbrücken auf.

#### Nachkriegszeit und Deutsche Bundesbahn
Die erneute Trennung des nun Saarland genannten Territoriums hatte zur Folge, dass bis Ende der 1950er Jahre mit Ausnahme eines Fernzuges der Relation München–Saarbrücken kein durchgehender Verkehr über Zweibrücken hinaus existierte. Der Bundenthaler wurde 1951 reaktiviert und verkehrte während dieser Zeit bereits ab Ludwigshafen. Bis Neustadt an der Weinstraße folgte er der Bahnstrecke Mannheim–Saarbrücken, um nach einem Richtungswechsel bis Landau die Maximiliansbahn und danach bis Hinterweidenthal die Bahnstrecke Landau–Rohrbach zu benutzen. Dieser Ausflugszug war stark frequentiert. Bis Landau bediente er alle Unterwegshalte und fuhr bis Hinterweidenthal als Eilzug; entsprechend hielt er in diesem Abschnitt ausschließlich in Albersweiler, Annweiler und Wilgartswiesen. Nach der Rückgliederung des Saarlandes an Deutschland war Zweibrücken weiterhin für die meisten Nahverkehrszüge End- beziehungsweise Ausgangspunkt. 1959 verkehrten über die Strecke außerdem Eilzüge der Relation Tübingen–Trier, die in Hinterweidenthal, Pirmasens Nord und Zweibrücken hielten; ebenso existierte eine Kurswagenverbindung bis nach Salzburg. Im Nahverkehr existierten sowohl Zugläufe Pirmasens Hauptbahnhof–Zweibrücken–Homburg als auch solche der Relation Landau–Homburg sowie von Landau und Pirmasens Hauptbahnhof, bei letzteren war im Bahnhof Pirmasens Nord ein Fahrtrichtungswechsel erforderlich.

Fahrplan der Kursbuchstrecke 680 Landau–Saarbrücken 1985

Die in den 1980er Jahren erfolgten Rückbauten hatten zunächst keine Auswirkungen auf den Personenverkehr zwischen Rohrbach und Landau. So wurden ab dem 31. Mai 1985 im Zwei-Stunden-Takt Schnell- beziehungsweise Eilzüge über die Bahnstrecke der Verbindungen Saarbrücken–Stuttgart, Saarbrücken–München, Saarbrücken–Karlsruhe, Saarbrücken–Basel und Berchtesgaden–Saarbrücken geführt. In Landau machten diese Züge Kopf, um über die Maximiliansbahn den Weg in Richtung Karlsruhe und München zu nehmen. In der Folge kam es jedoch zu einer kontinuierlichen Verringerung der Fernverkehrs auf dieser Strecke, was schließlich zu seiner Aufgabe führte.
Nachdem der Fernverkehr in West-Ost-Richtung bereits nach dem Zweiten Weltkrieg seine einstige Bedeutung eingebüßt und sich diese Entwicklung nach dem Ende des Kalten Kriegs noch verstärkt hatte, verkehren auf der Bahnstrecke seit 1988 keine Fernzüge mehr, da in dem Jahr die letzte durchgehende D-Zugverbindung von Saarbrücken über die Strecke nach Stuttgart und München eingestellt wurde. Fortan verkehrten zwischen Rohrbach und Landau neben Zügen des Nahverkehrs ausschließlich Eilzüge. Zudem fuhren diese Züge nur noch bis Stuttgart, manchmal nur noch bis Karlsruhe. Weitere Einschränkungen waren 1991 zu verzeichnen: Die bisherigen Eilzüge wurden durch Regionalschnellbahnen (RSB) ersetzt, die grundsätzlich nur noch bis Karlsruhe fuhren.

#### Verkehr der Deutschen Bahn
Der westliche Abschnitt ist seit 1994 Teil der Kursbuchstrecke (KBS) 674 Saarbrücken–Pirmasens, der östliche bildet die KBS 675 Pirmasens–Landau. Die Züge im östlichen Abschnitt verkehren meistens im Stundentakt mit Kreuzung in Annweiler und Münchweiler zu den üblichen Symmetrieminuten und bedienen mit Ausnahme von Hinterweidenthal Ost alle Unterwegshalte; am Abend gibt es zwischen Landau und Pirmasens Nord in Fahrtrichtung West Taktverdichtungen. Seit 1994 machen die Züge in Pirmasens Nord Kopf, um nach Pirmasens zu fahren. Von 1994 bis 1999 wurden sie über die Maximiliansbahn bis nach Neustadt geführt. Die Züge im westlichen Abschnitt verkehren seit 1994 ebenfalls überwiegend nach Pirmasens. Letztere werden bis nach Saarbrücken durchgebunden. Von wenigen Ausnahmen abgesehen halten die Züge zwischen Rohrbach und Saarbrücken ausschließlich in St. Ingbert. Werktags findet der dortige Verkehr zwischen Saarbrücken und Pirmasens Nord von 5 bis 23 Uhr statt, am Wochenende beginnt der Betrieb einige Stunden später. In Fahrtrichtung Pirmasens fährt ein Zug lediglich von Saarbrücken nach Zweibrücken sowie einer ausschließlich zwischen Zweibrücken und Pirmasens Hauptbahnhof. Im Westpfalz-Netz sind ab 19 Uhr alle Züge mit Zugbegleitern besetzt.
1997 wurde der sogenannte „Rosengartenexpress“ eingeführt; er verkehrte an Sonn- und Feiertagen von Landau nach Zweibrücken und wurde als Regional-Express gefahren. Der Name bezog sich auf den Rosengarten Zweibrücken. Doch wurde der Zug zwei Jahre später aufgrund geringer Inanspruchnahme eingestellt. Ebenfalls 1997 folge die Reaktivierung des „Bundenthalers“, der anfangs in Neustadt und inzwischen in Mannheim beginnt. Zunächst verkehrte er ganzjährig am Wochenende, seit 2008 ausschließlich von Mai bis Oktober. Im selben Jahr kam der in Karlsruhe beginnende „Felsenland-Express“ hinzu, der über die Bahnstrecke Winden–Karlsruhe und die Maximiliansbahn ebenfalls ins Wieslautertal fährt. Beide Züge verkehren mittwochs, sams-, sonn- und feiertags. Mit dem Fahrplanwechsel im Dezember des Jahres entfiel zudem die letzte durchgehende Verbindung von Landau nach Saarbrücken. Seit Ende 2010 existieren abends an Werktagen Direktverbindungen von Annweiler nach Karlsruhe.
| Liniennummer | Streckenverlauf | Taktfrequenz                                                                        |
| ------------ | --- | ----------------------------------------------------------------------------------- |
| RB 55        | Landau – Godramstein – Annweiler am Trifels – Wilgartswiesen – Hinterweidenthal – Münchweiler – Pirmasens Nord – Pirmasens Hauptbahnhof | stündlich, mit Verdichtungen zwischen Landau und Annweiler in der Hauptverkehrszeit |
| RB 68        | Saarbrücken – St. Ingbert – Rohrbach – Würzbach – Bierbach – Einöd – Zweibrücken – Contwig – Dellfeld – Pirmasens Nord – Pirmasens      | stündlich                                                                           |

### Güterverkehr
Der Güterverkehr war auf der Bahnstrecke in den ersten Jahrzehnten vor allem für den Kohletransport aus der Saargegend sehr bedeutend. Anfang des 20. Jahrhunderts verkehrten über die Strecke Güterzüge der Relationen Kaiserslautern–Homburg–Landau–Germersheim, Saarbrücken–Landau–Germersheim, St. Ingbert–Zweibrücken, Homburg–Hinterweidenthal und Pirmasens–Biebermühle–Rodalben. Mehrere Bahnhöfe entlang des Streckenabschnitts Albersweiler–Pirmasens Nord waren darüber hinaus für die Verladung von Holz bedeutend. In den 1930er Jahren wies die Strecke im Zuge der Errichtung des Westwalls den stärksten Güterverkehr in ihrer Geschichte auf.
Die Demontage des zweiten Gleises nach dem Zweiten Weltkrieg verhinderte dauerhaft einen leistungsfähigen Gütertransport. Im Laufe der Jahrzehnte ging das Aufkommen deutlich zurück. Dies verstärkte sich nach der Elektrifizierung der Bahnstrecke Mannheim–Saarbrücken. Aufgrund der seit 1971 bestehenden Direktionszugehörigkeiten erfolgte die Bedienung der Bahnhöfe des Abschnitts Landau–Wilgartswiesen von Landau aus, während der restliche Streckenabschnitt von Kaiserslautern, Homburg und Saarbrücken aus versorgt wurde. Aufgrund der alliierten Streitkräfte, die in und um Pirmasens sowie Zweibrücken ansässig waren, kam es zudem jahrzehntelang zu Militärtransporten über die Strecke, die sich jedoch mit dem Ende des Kalten Kriegs und dem damit einhergehenden Truppenabzug erübrigten. Die hohe Anzahl an Zugkreuzungen in den Bahnhöfen und den damit einhergehenden Verspätungen im Personenverkehr brachte eine Umleitung der meisten noch vorhandenen Güterzüge mit sich, die vorzugsweise die Magistrale Mannheim–Saarbrücken befuhren.
Bereits in den 1980er Jahren bestimmten Übergabezüge das Betriebsgeschehen. 1996 endete der Güterverkehr zwischen Hinterweidenthal und Pirmasens Nord. Der Abschnitt Landau–Wilgartswiesen wurde zu diesem Zeitpunkt lediglich sporadisch bedient, sodass er 1998 ebenfalls zum Erliegen kam. Zwischen Rohrbach und Pirmasens Nord wiesen zuletzt lediglich Zweibrücken und Thaleischweiler-Fröschen Güterbeförderung auf; diese endete 2002, sodass seither kein Güterverkehr mehr stattfindet. In der Folge wurden in den Bahnhöfen die Gütergleise stillgelegt und demontiert.

## Fahrzeuge

### Dampflokomotiven

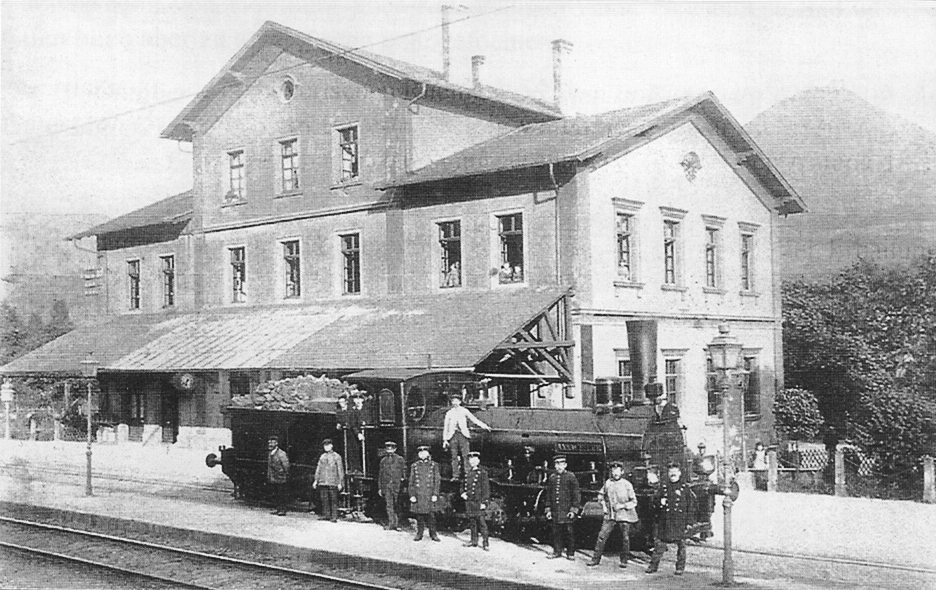
Dampflok der Gattung Pfälzische G 2.I im Bahnhof Annweiler gegen Anfang des 20. Jahrhunderts

Im Schnellzugverkehr kamen anfangs die Baureihen P 1.I, P 1.II, P 1.III, P 3.I, P 3.II und P 4 zum Einsatz. Die P 2.I war für den Nahverkehr zuständig. Die P 2.II fand für beide Zuggattungen Verwendung. Stationiert waren diese überwiegend in Ludwigshafen. In westlicher Richtung gelangten sie bis nach Saarbrücken, in östlicher bis nach Bruchsal. Das Schnellzugpaar zwischen Saarbrücken und Bruchsal wurde dagegen ausschließlich von Saarbrücker 1B-Personenzugloks der KED Cöln (linksrheinisch) gefahren. Erst ab dem Sommer 1894 kamen pfälzische Lokomotiven wie die P 1 vor den Flügelzügen Zweibrücken–Saargemünd und P 2 im Durchlauf Bruchsal–Saargemünd zum Einsatz. Den Güterverkehr bestritten die Baureihen G 2.I, G 2.II, G 4.I, G 4.II, G 4.III und G 5 aus Kaiserslautern. Sowohl für den Personen- als auch für den Güterverkehr kamen die Baureihen T 1, T 3, T 5 zum Zuge. Teilweise fuhren ebenso Lokomotiven der Preußischen sowie der Großherzoglich Badischen Staatseisenbahnen über die Strecke.
Die später eingesetzten Baureihen kamen teilweise aus den zwischenzeitlich neu entstandenen Bahnbetriebswerken Homburg, Landau und Zweibrücken. Bereits zu Zeiten der Bayerischen Staatseisenbahnen zogen in Kaiserslautern stationierte Bayerische S 3/6 die Schnellzüge. Zu Reichsbahnzeiten versah die dem Bahnbetriebswerk Landau zugeteilte Preußische G 8 (bei der Reichsbahn als Baureihe 55 geführt) den Dienst im Güterverkehr. Im Fernverkehr wurde ebenso die Baureihe 39 eingesetzt. Von 1967 bis 1971 fand die Baureihe 01 für die Schnell- und Fernzüge Verwendung. Die reguläre Nutzung von Dampflokomotiven endete 1972, obwohl es im September des Folgejahres noch einmal einzelne planmäßige Fahrten mit Dampfbetrieb gab. Die D-Züge hatten das übliche Wagenmaterial der DB.

### Diesellokomotiven
Ab Ende der 1950er Jahre kamen im Rangierdienst des Landauer und des Zweibrücker Hauptbahnhofs Loks der Baureihen 261 und 323 zum Einsatz. Wenige Jahre später wurden sie durch solche der Baureihen 331–335 ergänzt, die darüber hinaus für Übergaben Verwendung fanden. Die dampflokgeführten Züge, die zuletzt meistens mit drei- und vierachsigen Umbau-Wagen fuhren, wurden ab den 1960er Jahren zunehmend ebenfalls durch solche mit Diesellokomotiven abgelöst. Ab 1964 fanden Dieselloks der Baureihen 211 und 212 im Schnell- und Personenzugdienst Verwendung. Ab 1968 war ebenso die Baureihe 216 anzutreffen. In den 1970er Jahren kamen Silberling-Nahverkehrswagen zum Einsatz. Bei allen Zuggattungen wurden ab 1972 Loks der Baureihe 218 verwendet. Sie bestritten bis in die 1980er Jahre den Nahverkehr unter anderem in Form von Wendezügen, die neben den Dieselloks aus Minttürkis/Pastelltürkis/Lichtgrau lackierten vierachsigen Personenwagen gebildet wurden. In den letzten Jahren des Güterverkehrs wurden Loks der Baureihe V 90 eingesetzt.

### Triebwagen

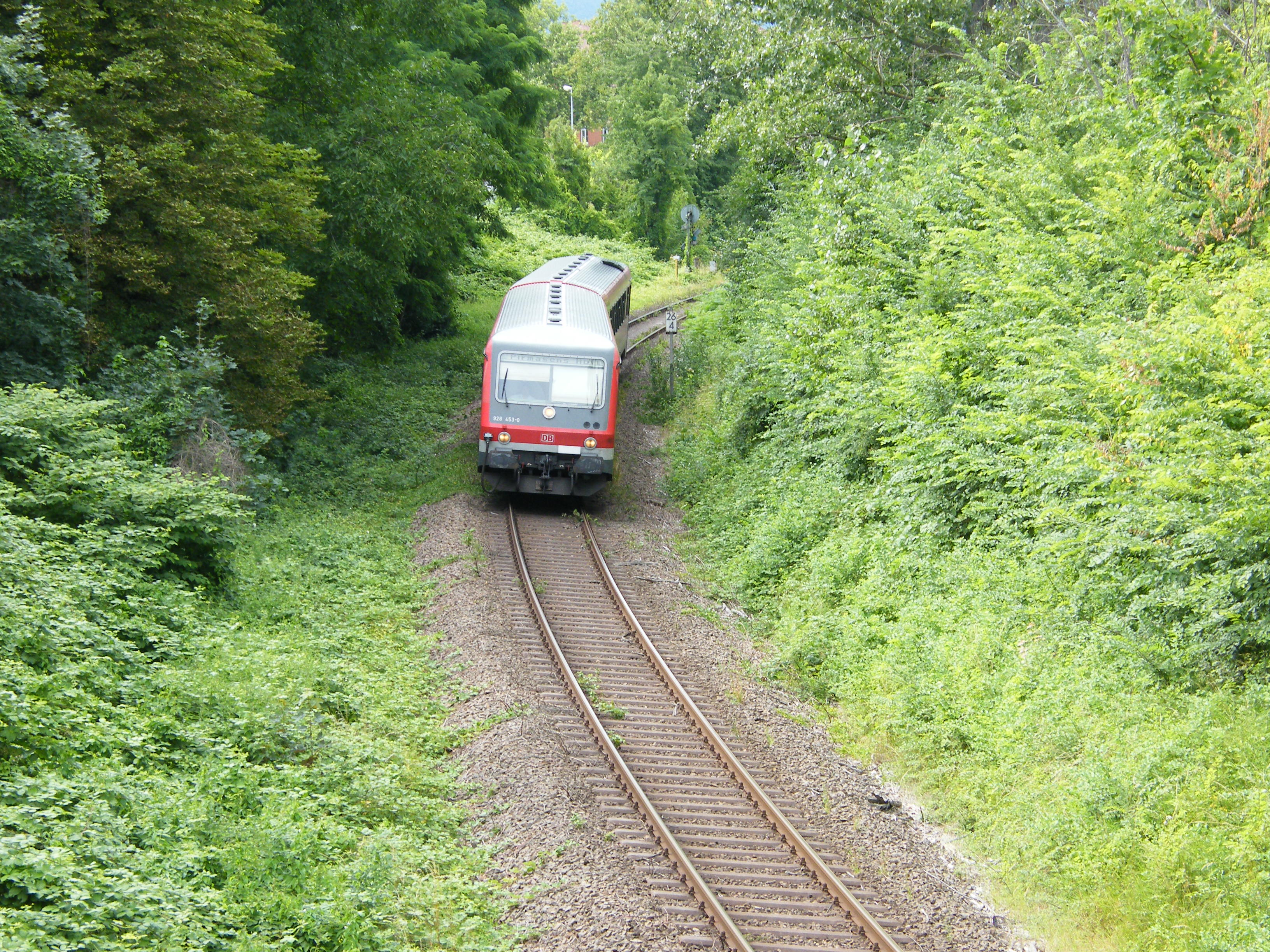
Dieseltriebwagen der Baureihe 628 2008 zwischen Landau Hbf und Landau West

Bereits zur Zeit der Pfälzischen Eisenbahnen wurden ab dem frühen 20. Jahrhundert auf der Teilstrecke Landau–Annweiler Akkumulatortriebwagen der Typen MC und MBCC und ab 1906 ebenso MBCL eingesetzt.
Ab 1955 wurden die meisten Nahverkehrszüge aus hauptsächlich in Landau und vereinzelt in Zweibrücken stationierten Uerdinger Schienenbussen gebildet, die bis zur endgültigen Schließung des Landauer Werkes 1993 zum Einsatz kamen. Vor allem in den 1970er Jahren verkehrten hauptsächlich auf dem Streckenabschnitt Pirmasens Nord–Rohrbach zudem Triebwagen der Baureihe 634. Vereinzelt übernahmen von Mitte der 1960er bis Ende der 1980er Jahre Akku-Triebwagen der Baureihe ETA 150 Leistungen.
Ab Ende der 1980er Jahre ersetzten allmählich Dieseltriebwagen der Baureihe 628 beide Zugkombinationen. Sie dominierten bis Dezember 2010 das Betriebsgeschehen und wurden von Triebwagen der Baureihe 642 abgelöst. Seit dem Fahrplanwechsel im Dezember 2023 verkehren ausschließlich Triebwagen der Baureihe 643.
Ähnliches gilt für den westlichen Teil der Strecke, hier übernahm im Dezember 2000 die Baureihe 643 zwischen Pirmasens Nord und Saarbrücken die Zugleistungen. Seit 2008 sind auch auf diesem Streckenabschnitt die Dieseltriebwagen der Baureihe 642 im Einsatz. Seit der Sommersaison 2010 verkehren planmäßige Personenzüge der Albtal-Verkehrs-Gesellschaft (AVG), zwischen Landau und Hinterweidenthal Ost. Sie bedienen samstags sowie an Sonn- und Feiertagen von Mai bis Oktober mit einem historischen Esslinger Triebwagen den „Felsenland-Express“ Karlsruhe – Bundenthal-Rumbach.
Ab Dezember 2025 sollen Akkumulatortriebwagen der Baureihe 526 auf dem gesamten nicht elektrifizierten Pfalz-Netz fahren. Die Batterien sollen an mit Oberleitung ausgestatteten Abschnitten unterwegs aufladen können. Dazu werden unter anderem in Pirmasens Nord und Landau eigens Oberleitungsinselanlagen errichtet.

## Streckenbeschreibung

### Streckenbezeichnungen
Die Bezeichnung „Queichtalbahn“ für den östlichen Streckenabschnitt rührt daher, dass die Bahnstrecke von Landau bis Hauenstein der Queich folgt. Die Strecke zwischen Landau und Zweibrücken wurde als eine betriebliche Einheit gebaut und erhielt zunächst die Bezeichnung „Südpfalzbahn“ beziehungsweise „-strecke“, wobei sich – nach heutigem Verständnis – nur der Abschnitt Landau–Hinterweidenthal innerhalb der Südpfalz befindet. Der westliche Streckenteil wird oft als „Schwarzbachtalbahn“ bezeichnet, da seine Trasse von Pirmasens Nord bis Zweibrücken durch das Tal des Schwarzbaches verläuft.

### Verlauf

#### Abschnitt Landau–Pirmasens Nord

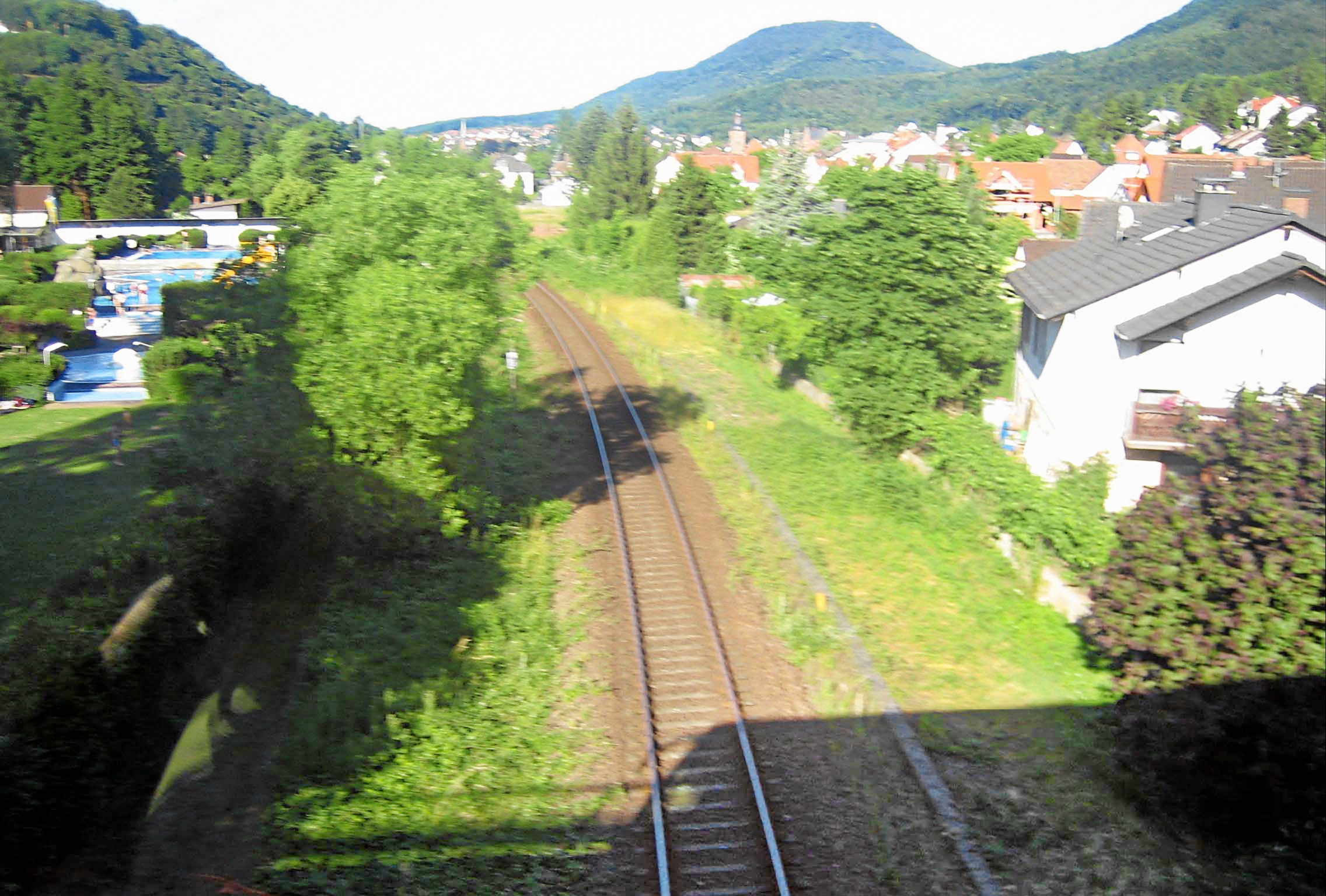
Streckenverlauf zwischen Annweiler und Rinnthal

Die Strecke beginnt im Hauptbahnhof von Landau. Die Pfälzische Maximiliansbahn nach Wissembourg lässt sie anschließend links zurück und umfährt die Stadt Landau in einem großen Bogen. Dabei passiert sie die frühere Güterabfertigung. Im Landauer Stadtgebiet weist sie mit dem Haltepunkt Landau Süd, Landau West und dem Bahnhof Godramstein noch drei Stationen auf. Zwischen den beiden erstgenannten kreuzen insgesamt drei Bahnübergänge die Strecke. Anschließend erreicht sie das Queichtal und tritt in den Landkreis Südliche Weinstraße ein. Zwischen Godramstein und Albersweiler durchquert sie das Weinbaugebiet der Pfalz und kreuzt unmittelbar vor dem Haltepunkt Siebeldingen-Birkweiler die Deutsche Weinstraße. Innerhalb von Albersweiler passiert sie außerdem den Kirchberg-Tunnel.
Hinter Albersweiler führt die Strecke in den Pfälzerwald. Im Einzugsbereich von Annweiler am Trifels befinden sich die Burgen Trifels, Anebos und Scharfenberg in Sichtweite; hinzu kommen mehrere Felsformationen zwischen Rinnthal und Wilgartswiesen. Am westlichen Ortsrand von Rinnthal kürzt sie eine Schleife der Queich in Form des Schwerwoogkopf-Tunnels ab. Kurz vor Hauenstein verlässt sie das namensgebende Queichtal. In diesem Bereich passiert sie außerdem die Wasserscheide von Queich und Lauter. Nach dem Bahnhof Hinterweidenthal Ost, der ausschließlich von Mai bis Oktober mittwochs sowie an Sonn- und Feiertagen bedient wird, zweigt die Wieslauterbahn nach Bundenthal-Rumbach ab. Bis Hinterweidenthal verläuft die Bahnstrecke in eine schmale Einsenkung, die den Wasgau vom Mittleren Pfälzerwald trennt; sie befindet sich dort bereits im Landkreis Südwestpfalz. Die Strecke verlässt anschließend den Wasgau und passiert das Gräfensteiner Land, den südwestlichen Teil des Mittleren Pfälzerwaldes; dabei wird mittels des Münchweiler Tunnel (⊙) die Pfälzische Hauptwasserscheide unterquert. Anschließend verläuft die Strecke, der Rodalb folgend, durch Münchweiler an der Rodalb sowie nach Passieren des Neuhof-Tunnel (⊙) durch die Stadt Rodalben. Am westlichen Rand des Pfälzerwaldes erreicht sie den Eisenbahnknotenpunkt Pirmasens Nord.

#### Abschnitt Pirmasens Nord–Rohrbach

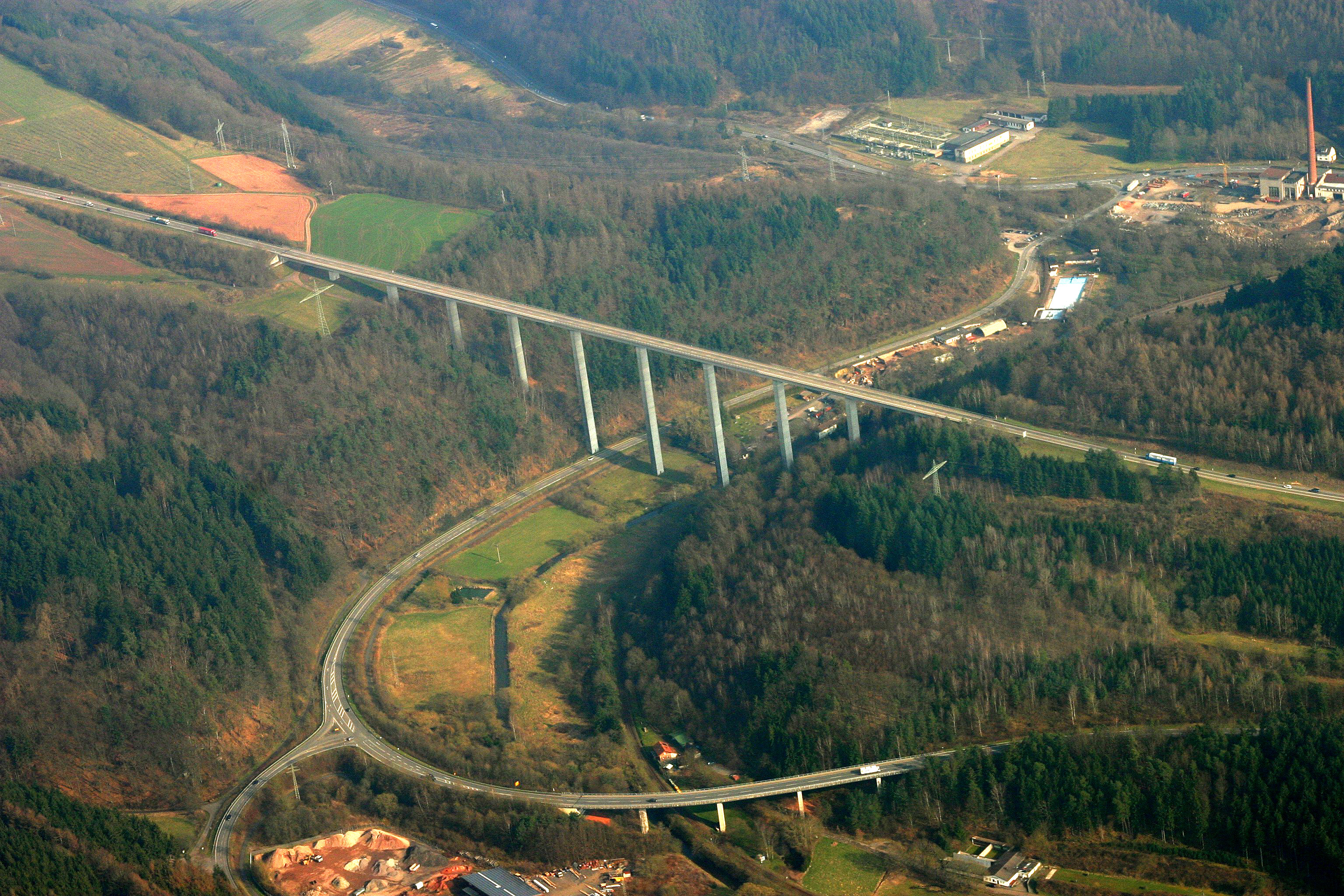
Streckenverlauf unmittelbar westlich des Bahnhof Pirmasens Nord, in Bildmitte ist die Schwarzbachtalbrücke zu sehen

Unmittelbar nachdem die Strecke die Biebermühlbahn nach Kaiserslautern hinter sich gelassen hat, unterquert sie die Schwarzbachtalbrücke, die der Überführung der A 62 dient. Ab Thaleischweiler-Fröschen durchquert sie bis Zweibrücken die vorwiegend landwirtschaftlich geprägte Westricher Hochfläche. In vielen und großen Kurven schlängelt sie sich durch das von moderaten Hügeln eingerahmte, namensgebende Schwarzbachtal, dessen Talboden meist zur Grünlandbewirtschaftung genutzt wird, während seine Hänge bewaldet sind. In diesem Bereich passiert sie die Ortsgemeinden Thaleischweiler-Fröschen, Rieschweiler-Mühlbach und Dellfeld. Hinter Contwig erreicht die Bahnstrecke kurz vor der Mündung des Schwarzbaches in die Blies den früheren Knotenpunkt Zweibrücken Hauptbahnhof, von dem von 1913 bis 1971 die Bahnstrecke Zweibrücken–Brenschelbach abzweigte. Anschließend überquert die einstige Magistrale den Schwarzbach und bei Einöd die Landesgrenze zum Saarland, sie befindet sich fortan im Saarpfalz-Kreis.
Hinter Einöd zweigte die Strecke nach Homburg ab, deren Abschnitt bis Schwarzenacker demontiert ist. Zwischen Einöd und Blieskastel-Lautzkirchen verläuft sie durch die breite Talniederung der Blies, die hauptsächlich von Wiesen und Weiden bedeckt ist. Vor dem Bahnhof Bierbach unterquert sie die Bundesstraße 423 und die Bundesautobahn 8. Von rechts kommt aus nördlicher Richtung die inzwischen ebenfalls stillgelegte und als Teil der Würzbachbahn errichtete Verbindungskurve aus Schwarzenacker. Kurz vor Erreichen des Haltes Blieskastel-Lautzkirchen zweigte bis 1997 die bereits 1991 im Personen- und Güterverkehr eingestellte Bliestalbahn nach Süden ab, die in diesem Bereich parallel zur Strecke nach Rohrbach verlief. Ab Lautzkirchen wird das waldreiche Würzbachtal genutzt. Sie passiert in diesem Bereich das Naherholungsgebiet am Niederwürzbacher Weiher. Kurz vor Hassel biegt die Bahntrasse seit 1895 nach Norden ab und mündet kurz vor Rohrbach nach einem Schwenk in die westliche Richtung in die von Homburg kommende Trasse der Bahnstrecke Mannheim–Saarbrücken.

#### Verwaltungszugehörigkeit und Kilometrierung
Mit Landau in der Pfalz, dem Landkreis Südliche Weinstraße, dem Landkreis Südwestpfalz, Zweibrücken und dem Saarpfalz-Kreis werden insgesamt fünf Landkreise beziehungsweise kreisfreie Städte durchquert. Aufgrund der Bauhistorie existierte zunächst keine durchgehende Kilometrierung der Strecke. Entlang des Abschnitts Bierbach–Würzbach lag der Nullpunkt der Kilometrierung ursprünglich im Bahnhof St. Ingbert. Eine durchgängige Kilometrierung existierte von Landau bis Zweibrücken mit Landau als Nullpunkt. Der Abschnitt Zweibrücken–Bierbach war zunächst ab Zweibrücken kilometriert und setzte sich bis Saargemünd fort. Erst unter der Deutschen Reichsbahn fand eine neue Kilometrierung statt, die bis heute besteht. Deren Nullpunkt befindet sich etwa 1,5 km östlich der Rheinbrücke der Bruhrainbahn zwischen Rheinsheim und Germersheim an der Landesgrenze zwischen Baden-Württemberg und Rheinland-Pfalz. Anschließend setzt sie sich entlang der Bahnstrecke Germersheim–Landau und von dort aus über Annweiler, Pirmasens Nord und Zweibrücken bis nach Rohrbach fort.

## Bahnhöfe und Haltepunkte

### Landau (Pfalz) Hauptbahnhof

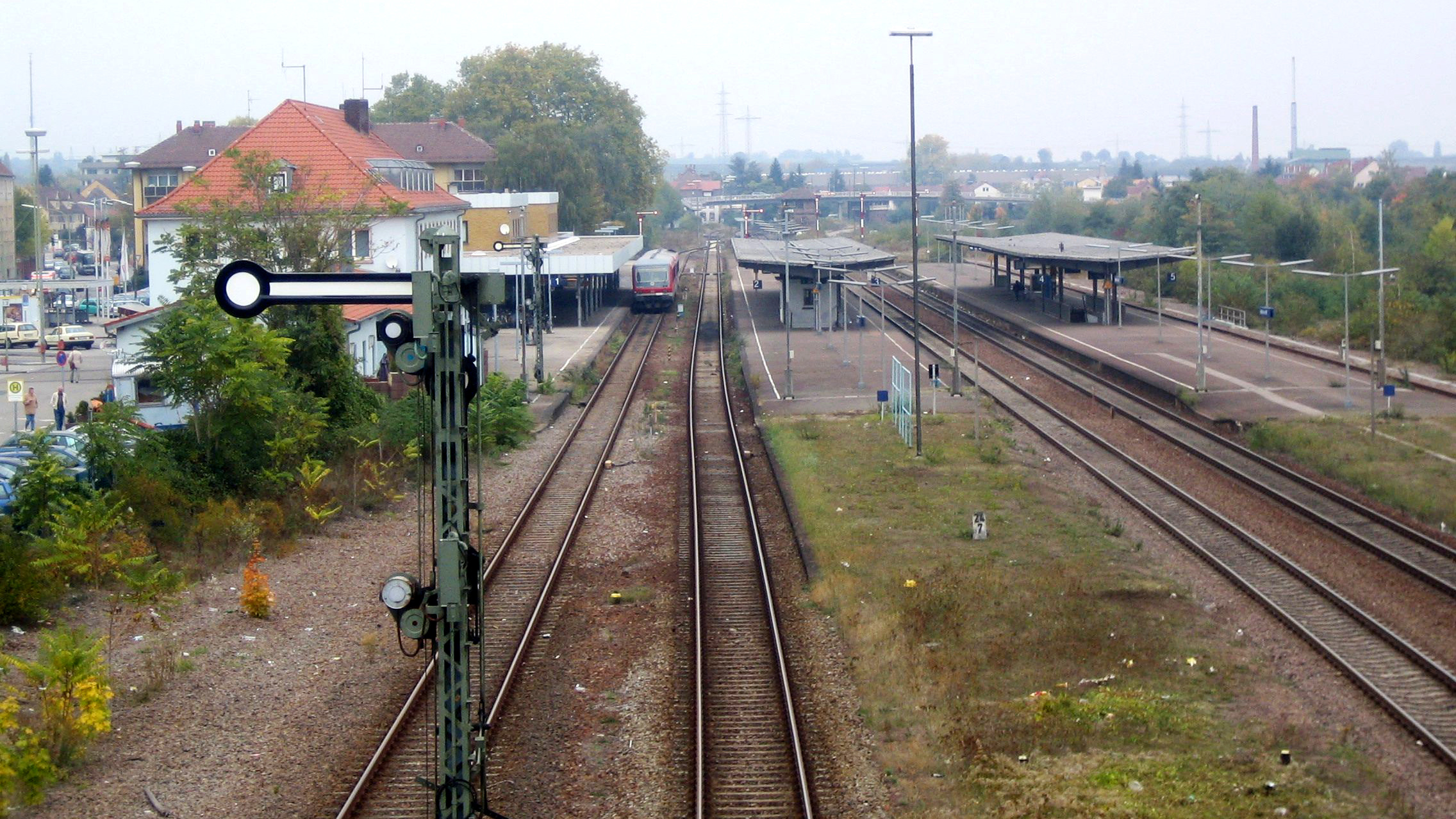
Landau (Pfalz) Hbf, Ausgangspunkt der Strecke, vor seinem Umbau

Der Landauer Hauptbahnhof hat von allen Bahnhöfen entlang der historischen Bahnstrecke die größte Bedeutung. Er entstand 1855 im Zuge der Errichtung der von Neustadt nach Wissembourg führenden Pfälzischen Maximiliansbahn, die in den Jahren 1864 und 1865 mit der Zweigstrecke von Winden über Kandel und Wörth nach Karlsruhe erweitert wurde. 1872 kam die Bahnstrecke Germersheim–Landau hinzu, die sich zusammen mit der einige Jahre später errichteten Strecke nach Zweibrücken zu einem Teil der Fernverkehrsmagistrale Bruchsal–Saarbrücken entwickelte. In diesem Zusammenhang wurden seine Gleisanlagen erweitert und leicht nach Westen verlegt. 1877 erhielt der Bahnhof ein neues Empfangsgebäude.
1898 kam eine Stichstrecke nach Herxheim hinzu, von 1913 bis 1953 führte vom Bahnhofsvorplatz aus mit der Pfälzer Oberlandbahn eine Überlandstraßenbahn bis Neustadt, die mehrere Dörfer abseits der Maximiliansbahn anband. Da das zweite Bahnhofsgebäude im Zweiten Weltkrieg zerstört worden war, wurde das derzeit noch existierende 1962 in Betrieb genommen. Die einst umfangreichen Gütergleise wurden ab 1990 abgebaut. Der Rangierbahnhof sowie das nahe, seit den 1920er Jahren existierende Bahnbetriebswerk wurden während dieser Zeit ebenfalls stillgelegt und abgebaut. Ab 2009 wurde der Bahnhof samt Umfeld grundlegend renoviert und barrierefrei ausgebaut. Der Abschluss der Baumaßnahmen war 2014.

### Landau (Pfalz) Süd
Der Haltepunkt Landau (Pfalz) Süd bietet der Landauer Südstadt und dem Wohnpark Am Ebenberg eine Nahverkehrsanbindung. Zugleich erschließt er das Gelände der 2015 in Landau stattfindenden Landesgartenschau, das sich in der Umgebung des Haltepunktes befindet.
Der Haltepunkt befindet sich direkt am Vinzentius-Klinikum. Er liegt östlich des Bahnüberganges zur Weißenburger Straße und besitzt einen zusätzlichen direkten Ausgang zur Bürgerstraße und zum dortigen Gebäude der Universität Koblenz-Landau.

### Landau (Pfalz) West

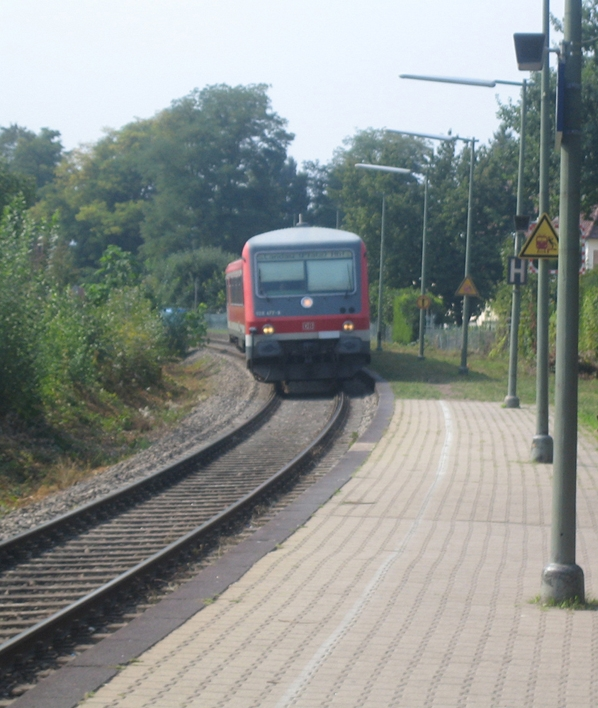
Regionalbahn bei der Einfahrt in den Haltepunkt Landau West

Der Haltepunkt Landau (Pfalz) West befindet sich am südwestlichen Rand der Landauer Innenstadt. Er entstand auf Initiative der Stadt bereits im Zuge der Eröffnung des Abschnitts Landau–Annweiler am südlichen Ende der Straße An 44. Sein Empfangsgebäude war ursprünglich dasjenige des Bahnhofs Bad Dürkheim, war dort jedoch lediglich ein Provisorium. Während der Zeit der Bayerischen Staatseisenbahnen war er als Stationstyp 3 geführt, was bedeutete, dass er „Personen-, Gepäck- und beschränkten Güter-Verkehr“ aufwies.
In den 1970er Jahren wurde das Empfangsgebäude abgerissen. An seiner Stelle entstand das „Haus am Westbahnhof“, das jedoch trotz seines Namens nie Bedeutung für den Bahnbetrieb aufwies. Der frühere Bahnhof wurde zwischenzeitlich zum Haltepunkt zurückgebaut. Die einst umfangreichen Gütergleise wurden komplett zurückgebaut. Auf diesem Terrain entstand eine Park-and-ride-Anlage.

### Landau (Pfalz) Kreisverwaltung
Der neue Haltepunkt Landau (Pfalz) Kreisverwaltung soll am Bahnübergang Kanalweg angelegt werden. Südlich dieses Standortes befinden sich in fußläufiger Entfernung die Verwaltung des Landkreises Südliche Weinstraße und das Wohngebiet Wollmesheimer Höhe. Die Realisierung wird langfristig angestrebt.

### Godramstein

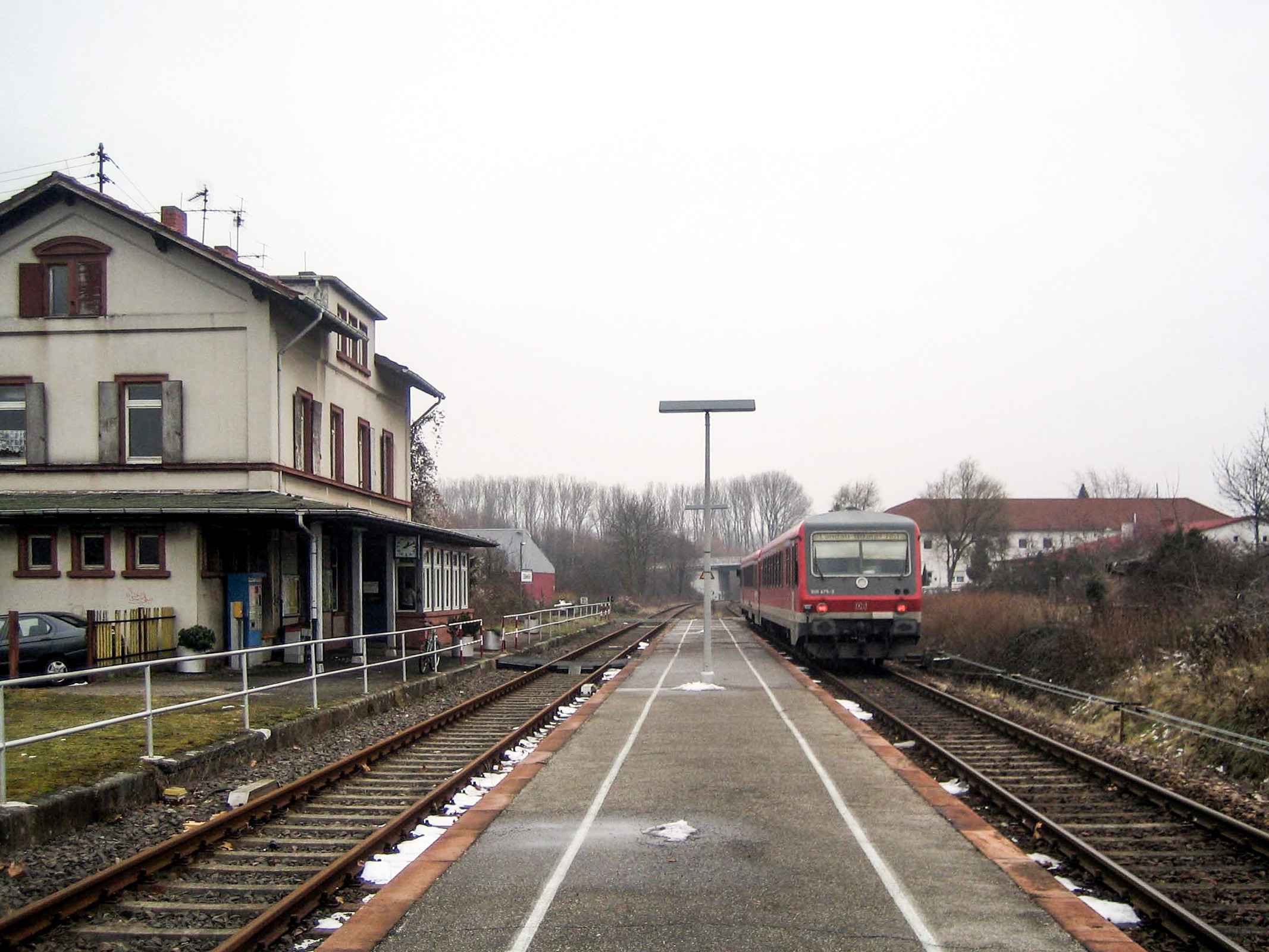
Bahnhof Godramstein

Der Bahnhof Godramstein südlich des Landauer Stadtteils Godramstein ist zwischen dem Landauer Hauptbahnhof und Annweiler die einzige verbliebene Möglichkeit für Zugkreuzungen und besitzt den Status einer Blockstelle. Dennoch finden Zugkreuzungen selten statt. Er wurde in den letzten Jahrzehnten deutlich zurückgebaut und verfügt über einen Inselbahnsteig.
Der Güterschuppen aus Holz stammt aus der Zeit der Pfälzischen Eisenbahnen und hat für den Bahnbetrieb keine Bedeutung mehr. Das Empfangsgebäude wurde ab den 1930er Jahren umgebaut. Um 1940 wurde ein mechanisches Stellwerk mit Fahrdienstleiter untergebracht, das seit 2010 zurückgebaut wurde. Gesteuert wird es jetzt vom ESTW Landau aus Neustadt/Weinstr.
Die einstigen Gütergleise, von denen eines in ein benachbartes Gaslager führte und zweimal pro Woche von Landau aus bedient wurde, sind ebenfalls verschwunden. Im Güterverkehr wird der Bahnhof seit 1998 nicht mehr bedient. Zuletzt war er unter anderem für die in Ramberg ansässige Spielwarenfabrik Theo Klein GmbH zuständig, da es in Albersweiler und Annweiler keine Güterverladung mehr gab.

### Siebeldingen-Birkweiler

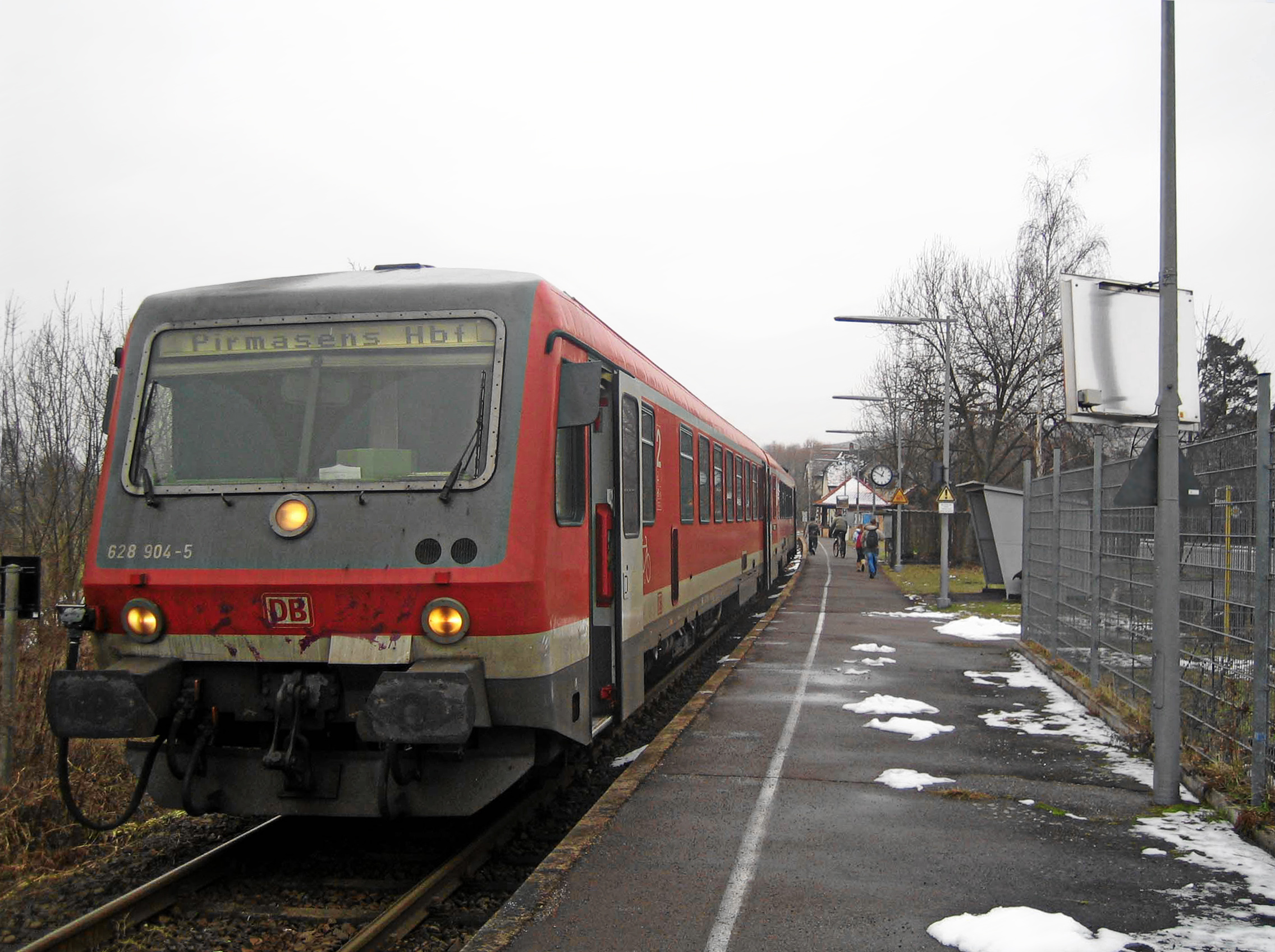
Haltepunkt Siebeldingen-Birkweiler

Der frühere Bahnhof Siebeldingen-Birkweiler befindet sich auf der Gemarkung der Ortsgemeinde Birkweiler unweit der Nachbargemeinde Siebeldingen. Unmittelbar östlich davon kreuzt die Strecke die Deutsche Weinstraße. Das Empfangsgebäude, das dem von Godramstein entsprach, wurde um 1970 als einziges zwischen Godramstein und Pirmasens Nord abgerissen. 2009 wurde der Bahnsteig erneuert und barrierefrei ausgebaut.
Lediglich der Güterschuppen aus der Zeit um 1900, der zwischenzeitlich in ein neues Gebäude einbezogen wurde, und ein Schrankenwärterhaus am östlichen Ende der Bahnstation aus den 1930er Jahren blieben erhalten. Letzteres besitzt ein Walmdach und wurde als Wartehäuschen umfunktioniert.

### Albersweiler

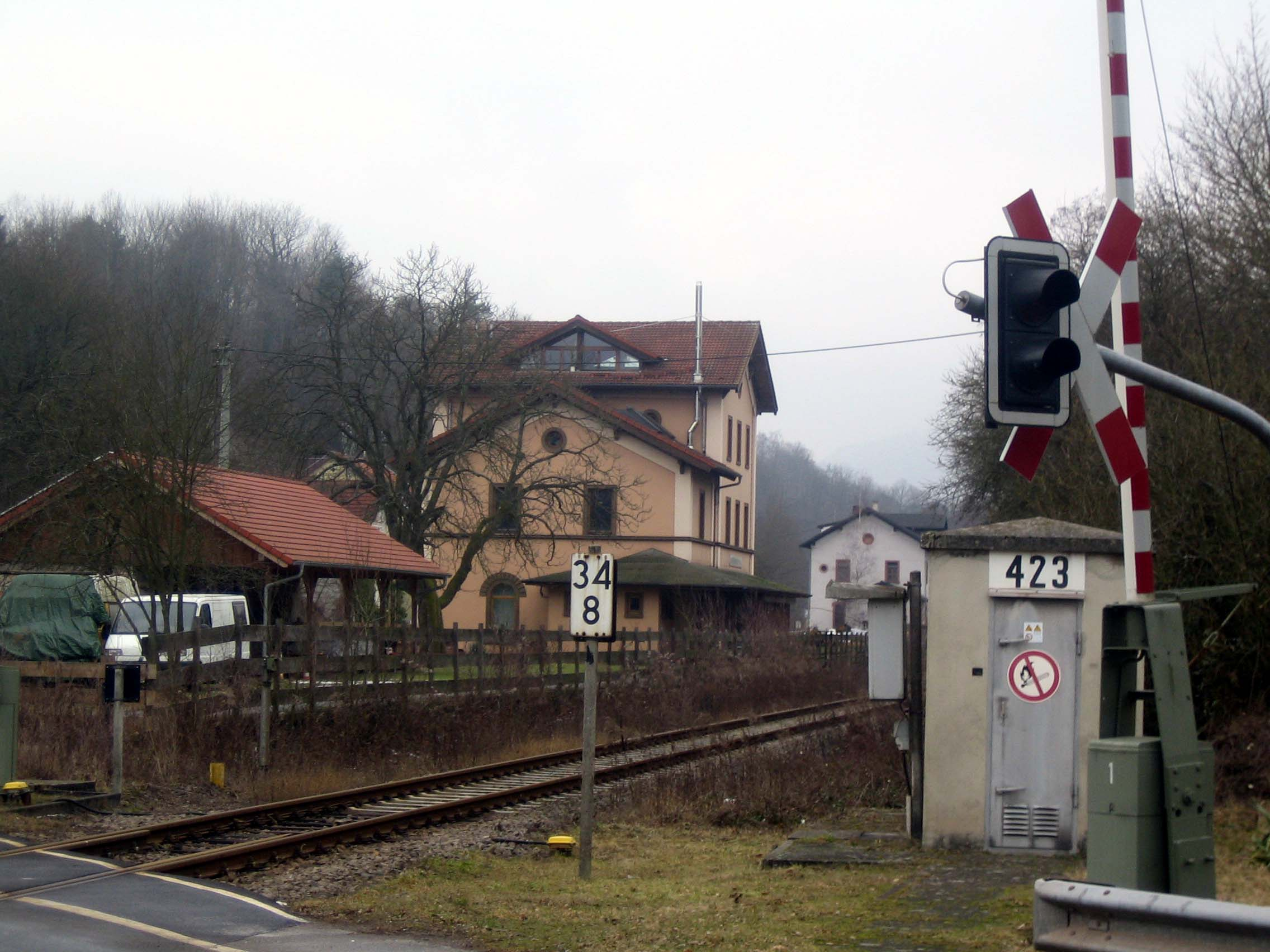
Gebäude des aufgelassenen Bahnhofs Albersweiler

Der Bahnhof Albersweiler befand sich auf der Gemarkung von Queichhambach – seit 1972 Stadtteil von Annweiler am Trifels – auf Höhe des Weilers Neumühle. In den ersten Jahrzehnten seines Bestehens trug er die Bezeichnung Albersweiler-Sankt Johann; der zweite Namensteil rührt von der gleichnamigen zu Albersweiler gehörenden Siedlung her. Sämtliche Bahnhofsbauten wie Empfangs- und Nebengebäude sowie Güterschuppen existieren noch, haben für den Bahnbetrieb jedoch keine Bedeutung mehr. Bis 1906 war ein nahe gelegener Granitsteinbruch ein bedeutender Güterkunde vor Ort.
Mit seiner Architektur stellt das Empfangsgebäude innerhalb der Pfalz eine Singularität dar. Es besteht aus einem Kopfbau mit drei Stockwerken und einem kurzen Längsbau. Einige Jahre nach der Streckeneröffnung erhielt es an der Bahnsteigseite ein Dach für Fahrgäste. In den 1930er Jahren wurde im Erdgeschoss ein Stellwerk eingerichtet. Das Nebengebäude am westlichen Bahnhofsteil fungierte als Güterabfertigung. Zur weiteren Ausstattung gehörte eine Signalbrücke am Westkopf des Bahnhofs. Aufgrund geringer Siedlungsnähe wurde er aufgegeben und 1984 durch einen neuen Haltepunkt auf der Gemarkung der gleichnamigen Ortsgemeinde ersetzt. Das Empfangsgebäude wurde als Wohnhaus umgebaut; zeitgleich verschwanden die Anlagen des Stellwerks. 2009 wurde der Haltepunkt modernisiert.

### Annweiler am Trifels

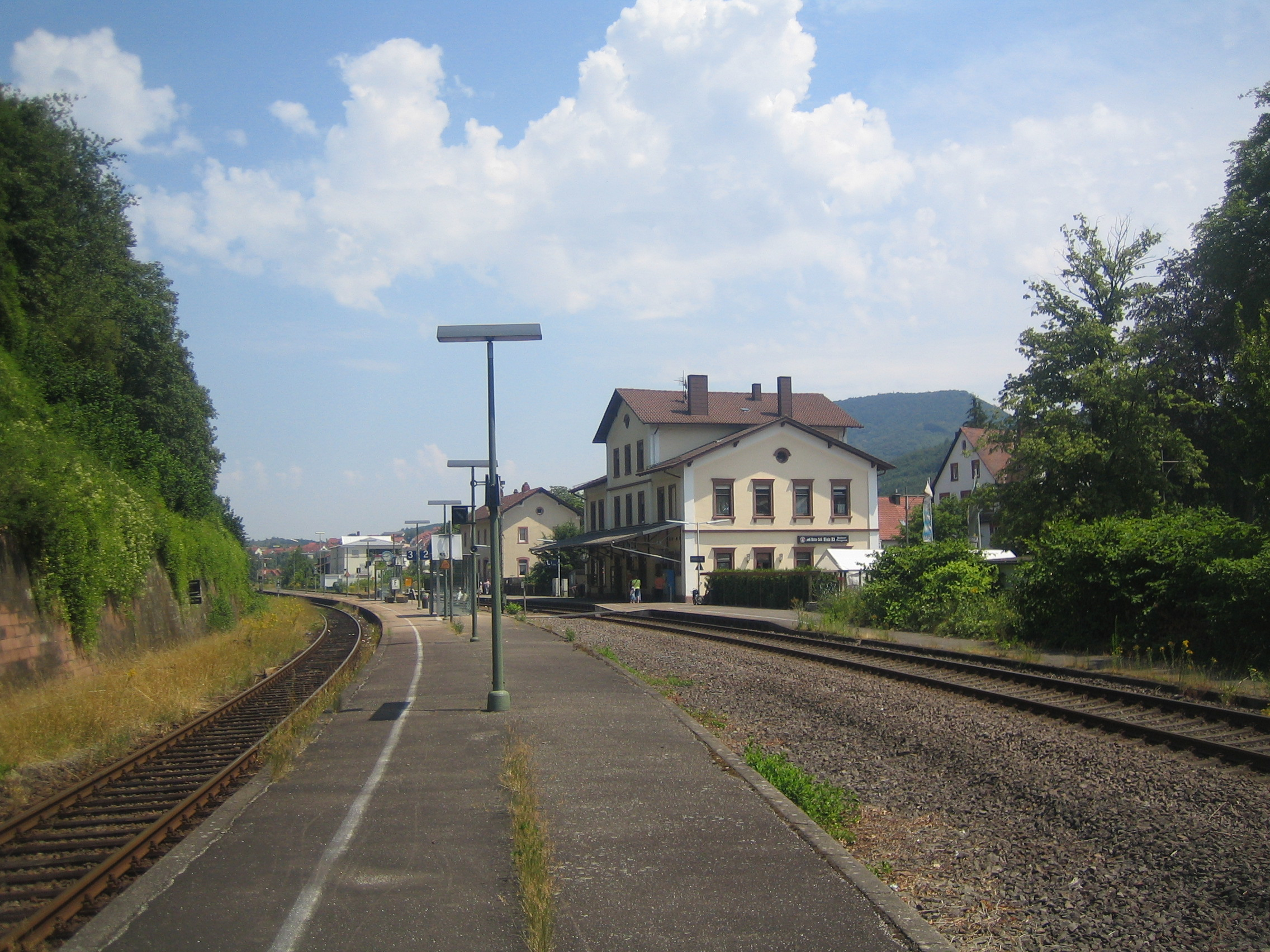
Bahnhof Annweiler am Trifels

Der 1874 eröffnete Bahnhof Annweiler am Trifels war in den ersten 14 Monaten seines Bestehens Endpunkt der Strecke, die erst im November 1875 bis Zweibrücken durchgebunden wurde. Er ist zwischen Landau und Pirmasens Nord der Bahnhof mit der größten Bedeutung. An ihm hielten viele Fernzüge. Er besaß drei Gleise für den Personenverkehr, von denen eines jedoch inzwischen als Abstellgleis zurückgebaut wurde. Die Bedienung im Güterverkehr kam 1994 zum Erliegen. Das Bahnhofsgebäude steht unter Denkmalschutz.
Daneben existieren noch ein früheres Nebengebäude aus der Eröffnungszeit, ein Güterschuppen und ein Stellwerk aus den 1930er Jahren. Die beiden Erstgenannten haben für den Bahnverkehr keine Bedeutung mehr.

### Annweiler West
Der Haltepunkt Annweiler West soll zukünftig in der Nähe des Freibads am Bahnübergang zur August-Bebel-Straße entstehen. Die Einrichtung dieses Halts wird langfristig gesehen.

### Annweiler-Sarnstall
Der Halt Annweiler-Sarnstall liegt in Sarnstall südöstlich des Bahnüberganges zur Wasgaustraße. Baubeginn war im April 2012, die Inbetriebnahme erfolgte am 9. Dezember 2012. Wenige Meter entfernt befinden sich die Kartonagefabrik Buchmann und ein zugehöriger großer Parkplatz. Die Anlage des neuen Haltepunktes im relativ kleinen Sarnstall (etwa 220 Einwohner) war nach der Eröffnung des Haltepunktes Hauenstein Mitte der letzte wichtige Schritt zur Umsetzung des neuen Zug-Bus-Systems im Queichtal. Mit der Inbetriebnahme wurde der ehemals stündliche bahnparallele Busverkehr zwischen Landau und Hauenstein bis auf wenige Schulbusse eingestellt, um mit den „freiwerdenden Buskilometern“ ohne signifikante Zusatzkosten Orte abseits der Bahnstrecke an den ÖPNV anzubinden.

### Rinnthal

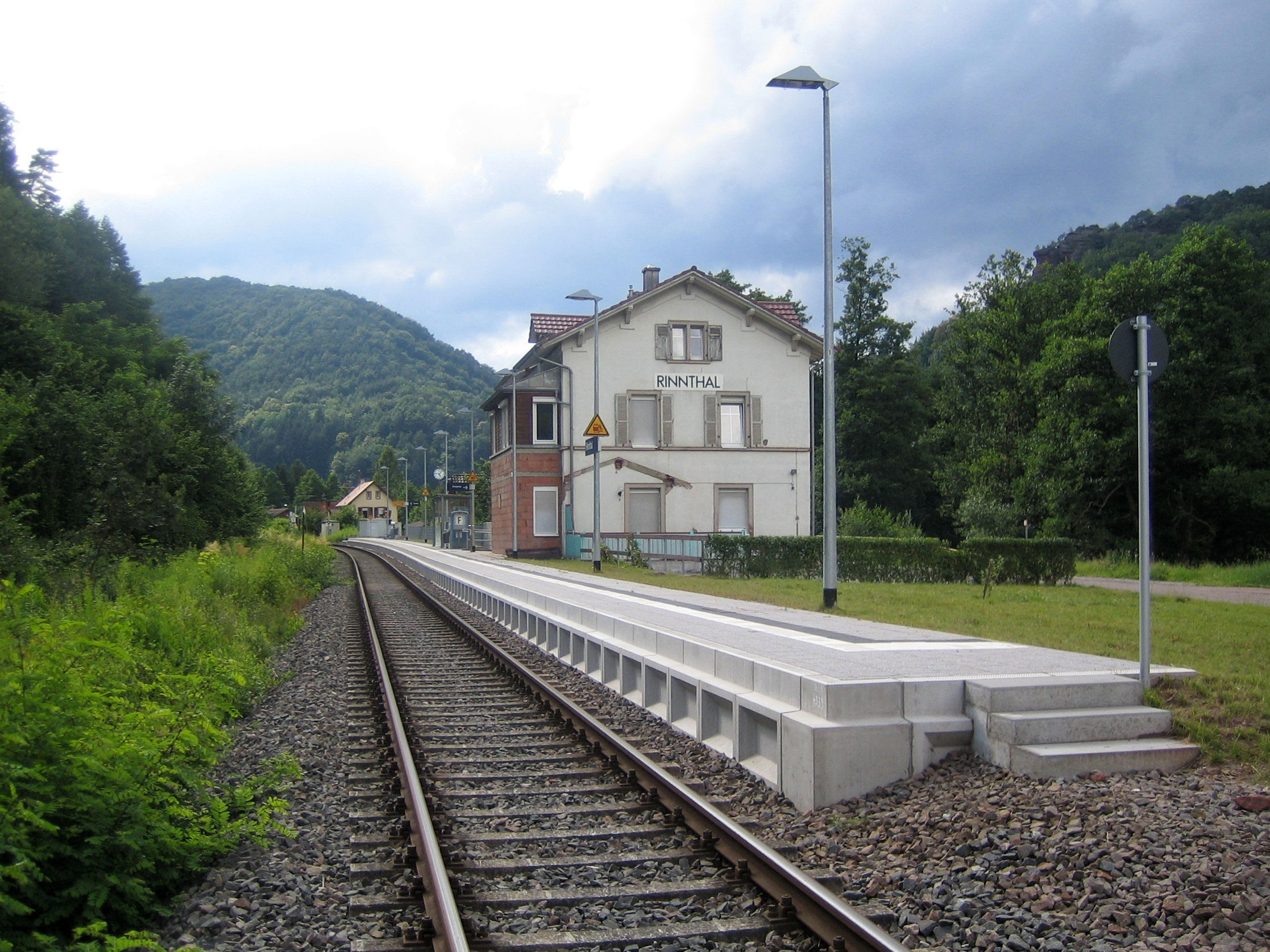
2006 modernisierter Bahnhof Rinnthal

Der ehemalige Bahnhof Rinnthal befindet sich am südöstlichen Siedlungsrand der Ortsgemeinde Rinnthal. Bei der Streckeneröffnung trug er die Bezeichnung Rinnthal-Sarnstall. Das Empfangsgebäude besaß einen Fahrkartenschalter, einen Warteraum und ein Zimmer für Gepäck. Der örtliche Güterverkehr wurde einst durch eine örtliche Stuhlfabrik sowie die Verladung von Holz und die Papierfabrik Buchmann in Sarnstall getragen. Letztere besaß darüber hinaus ein Anschlussgleis.
Zwischenzeitlich wurde der Bahnhof zum Haltepunkt zurückgebaut; bereits ab den 1980er Jahren wurde er schrittweise sämtlicher Nebengleise entledigt. Dennoch sind einige stillgelegte Ladegleise in Richtung Sarnstall sowie eine Gleiswaage erhalten geblieben. 2006 wurde Rinnthal als erster Unterwegshalt im Abschnitt Landau–Pirmasens Nord modernisiert. Das Empfangsgebäude für den Bahnbetrieb spielt mittlerweile keine Rolle mehr und wurde in ein Wohnhaus umgewandelt.

### Wilgartswiesen
Der Bahnhof Wilgartswiesen befindet sich am südöstlichen Ortsrand von Wilgartswiesen. Zwischen Annweiler und Hinterweidenthal Ost ist er die einzige Station, in der noch Zugkreuzungen möglich sind, wenngleich sie selten stattfinden. Das frühere Empfangsgebäude hat für den Bahnbetrieb inzwischen keine Bedeutung mehr. Ein Toilettenhäuschen existiert bis heute.
Bis zur Einstellung des Güterverkehrs 1998 hatte der Bahnhof für die Holzverladung eine große Bedeutung. 2010 wurde der Bahnsteig modernisiert. Am 6. Juli 2013 erhielt der Bahnhof Wilgartswiesen als mittlerweile sechste Bahnstation in Rheinland-Pfalz das Prädikat „Wanderbahnhof“.

### Hauenstein Mitte

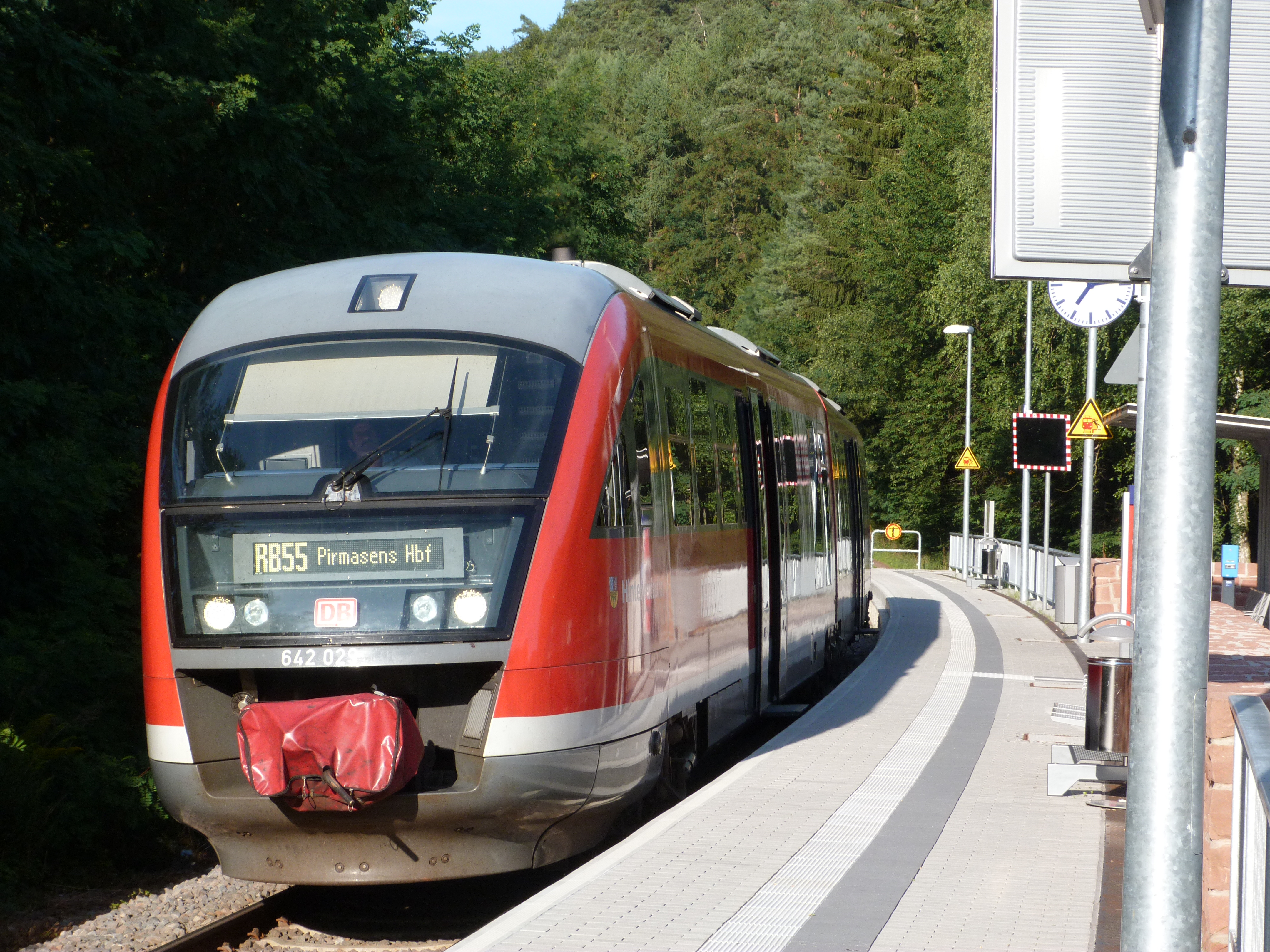
Baureihe 642 am Haltepunkt Hauenstein Mitte

Der Haltepunkt Hauenstein Mitte wurde am 30. Mai 2010 in Betrieb genommen, um die Hauensteiner Ortsmitte besser zu erschließen. Er befindet sich noch auf der Gemarkung der Gemeinde Wilgartswiesen, die lange Widerstand gegen dessen Realisierung leistete, da sie den Fortbestand ihres eigenen Bahnhofs gefährdet sah. Als erster Bahnstation in Rheinland-Pfalz wurde dem Haltepunkt ein Jahr nach dessen Eröffnung das Prädikat „Wanderbahnhof“ verliehen.

### Hauenstein (Pfalz)
Der heutige Haltepunkt trug ehemals die Bezeichnung Hauenstein und ab 1910 die Bezeichnung Hauenstein i Pfalz. Der ehemalige Bahnhof wurde in den 1980er Jahren zum Haltepunkt zurückgebaut. Er liegt am nordwestlichen Siedlungsrand von Hauenstein. Das Bahnhofsgebäude befindet sich in einer Hanglage. Das Nebengebäude wurde in den 2000er Jahren abgerissen.

### Hinterweidenthal Ost
Der zwischenzeitlich stark zurückgebaute Bahnhof Hinterweidenthal Ost befindet sich rund zwei Kilometer nordöstlich des Siedlungsgebietes der Ortsgemeinde Hinterweidenthal und hieß in seinen ersten Betriebsjahren Kaltenbach Ost. Er entstand erst im Zuge des Baus der Wieslauterbahn und diente ausschließlich für den Umstieg zur Anschlussstrecke. In seiner Anfangszeit hielten entlang der Hauptstrecke Schnellzüge an diesem Bahnhof. Später erhielt er den Namen Hinterweidenthal. Nach der vorübergehenden Einstellung des Personenverkehrs auf der Wieslauterstrecke fungierte er ausschließlich als Güter- und Betriebsbahnhof. Seit 1970 trägt er die Bezeichnung Hinterweidenthal Ost.
Bereits beim Bau erhielt er einen Bahnsteigtunnel und verfügte über insgesamt sechs Gleise, darunter ein Überhol- und vier Abstellgleise. Letztere wurden inzwischen zurückgebaut.
An seinem Hausbahnsteig beginnen die Züge der Wieslauterbahn. Züge der Hauptstrecke halten im Bahnhof lediglich zu den Betriebszeiten der Wieslauterbahn, von Mai bis Oktober mittwochs, an Wochenenden und feiertags, da er aufgrund seiner ortsfernen Lage genau wie früher ausschließlich dem Umstieg auf die Anschlussstrecke dient. Sein Stellwerk sowie die Formsignale wurden zwischenzeitlich abgebaut.

### Hinterweidenthal

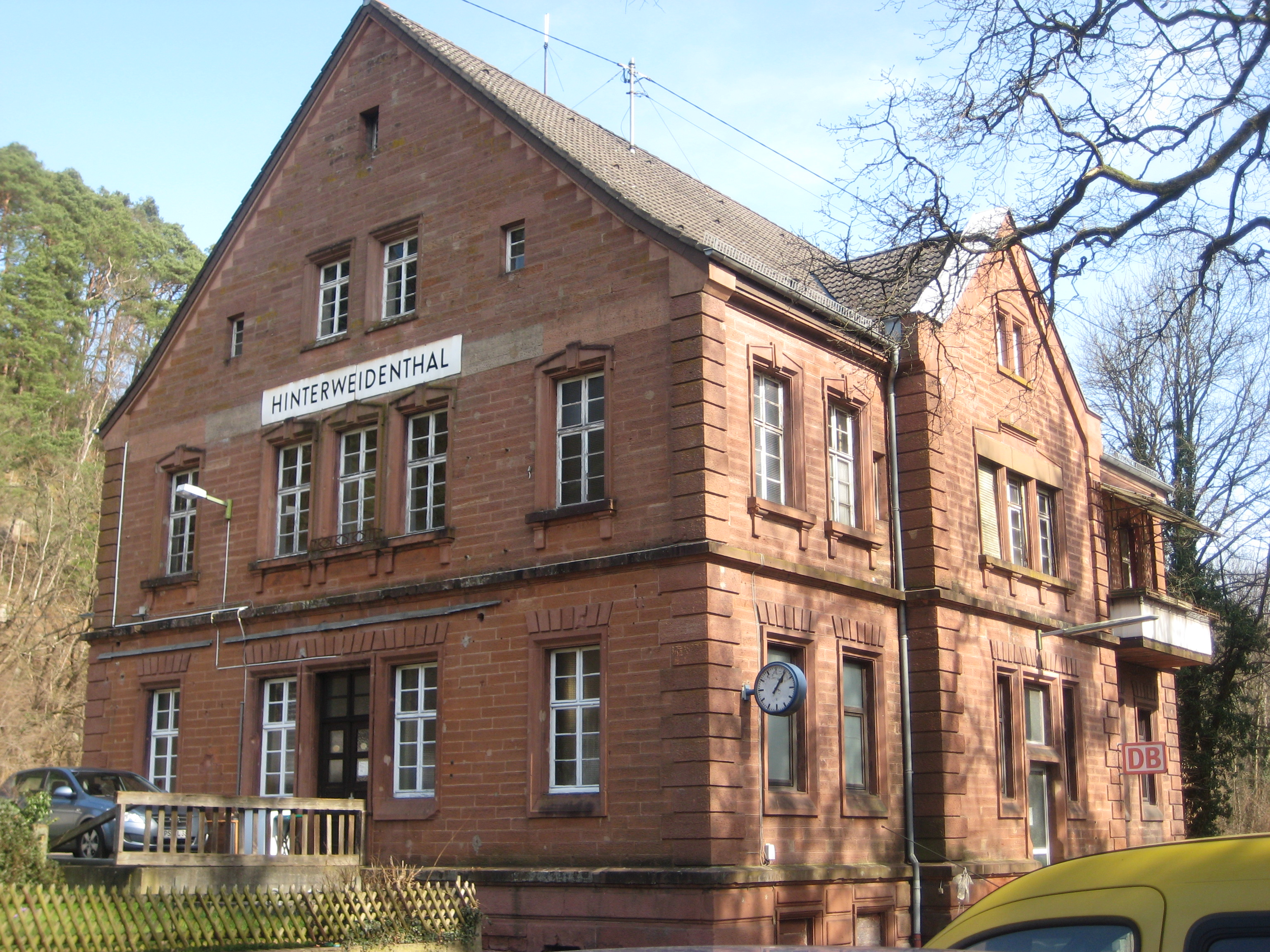
Haltepunkt Hinterweidenthal

Der ehemalige Bahnhof und spätere Haltepunkt Hinterweidenthal befindet sich auf Höhe des zu Hinterweidenthal gehörenden Weilers Kaltenbach. Er hieß zum Zeitpunkt der Eröffnung der Strecke Hinterweidenthal-Kaltenbach und wurde nach Inbetriebnahme des Bahnhofs Hinterweidenthal Ost in Kaltenbach (Pfalz) umbenannt. 1970 erfolgte eine weitere Umbenennung, diesmal in Hinterweidenthal.
Für die Dauer mehrerer Jahrzehnte war hier eine für den Streckenabschnitt Hauenstein–Rodalben zuständige Bahnmeisterei untergebracht.
Bis zum Zweiten Weltkrieg hatte der Bahnhof zwei Unterführungen, die nach dem eingleisigen Rückbau der Strecke ihre Funktion verloren, jedoch noch immer bestehen.

### Münchweiler (Rodalb)

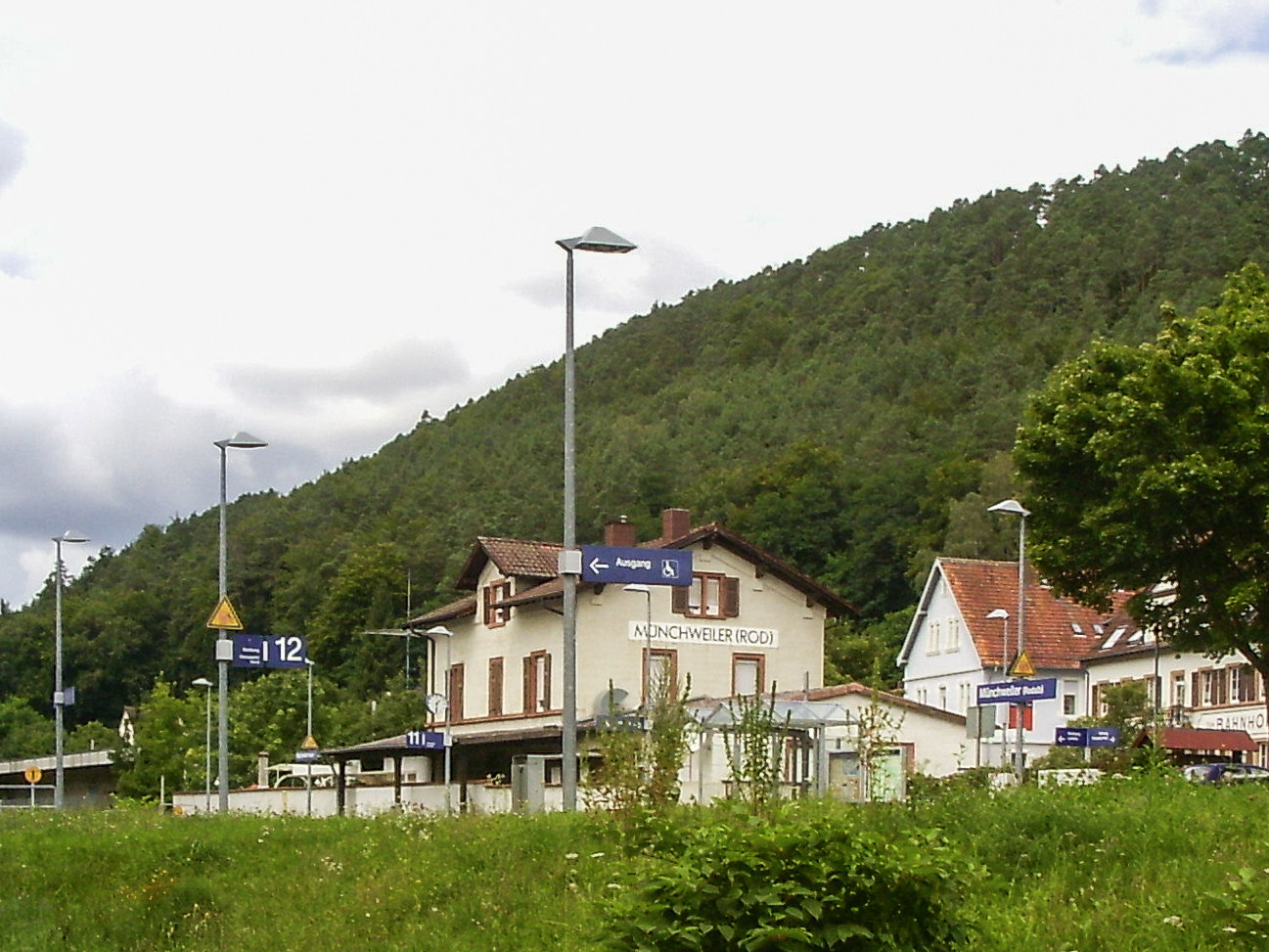
Bahnhof Münchweiler (Rodalb)

Der Bahnhof Münchweiler (Rodalb) befindet sich am nordwestlichen Rand der Ortsgemeinde Münchweiler an der Rodalb. 1910 wurde der Bahnhof von „Münchweiler a. d. Rodalb“ in „Münchweiler a Rodalb“ umbenannt. Zwischen Hinterweidenthal und Pirmasens Nord bildete Münchweiler den letzten Gütertarifpunkt, ehe der Güterverkehr in diesem Abschnitt 1996 eingestellt wurde. Das inzwischen abgerissene US-Militärkrankenhaus in Münchweiler an der Rodalb verfügte über ein Anschlussgleis. Im Bahnhof finden wie in Annweiler regelmäßig Zugkreuzungen statt. 2007 wurde er erneuert, nachdem bereits 2004 der Insel- durch einen Seitenbahnsteig ersetzt worden war. Das noch vorhandene Empfangsgebäude spielt für den Bahnbetrieb inzwischen keine Rolle mehr.

### Rodalben-Neuhof
Der Haltepunkt Rodalben-Neuhof soll am Parkplatz an der Schwallbornanlage eingerichtet werden. Die Planung läuft, die Zeitpunkt für Bau und Inbetriebnahme stehen noch nicht fest.

### Rodalben

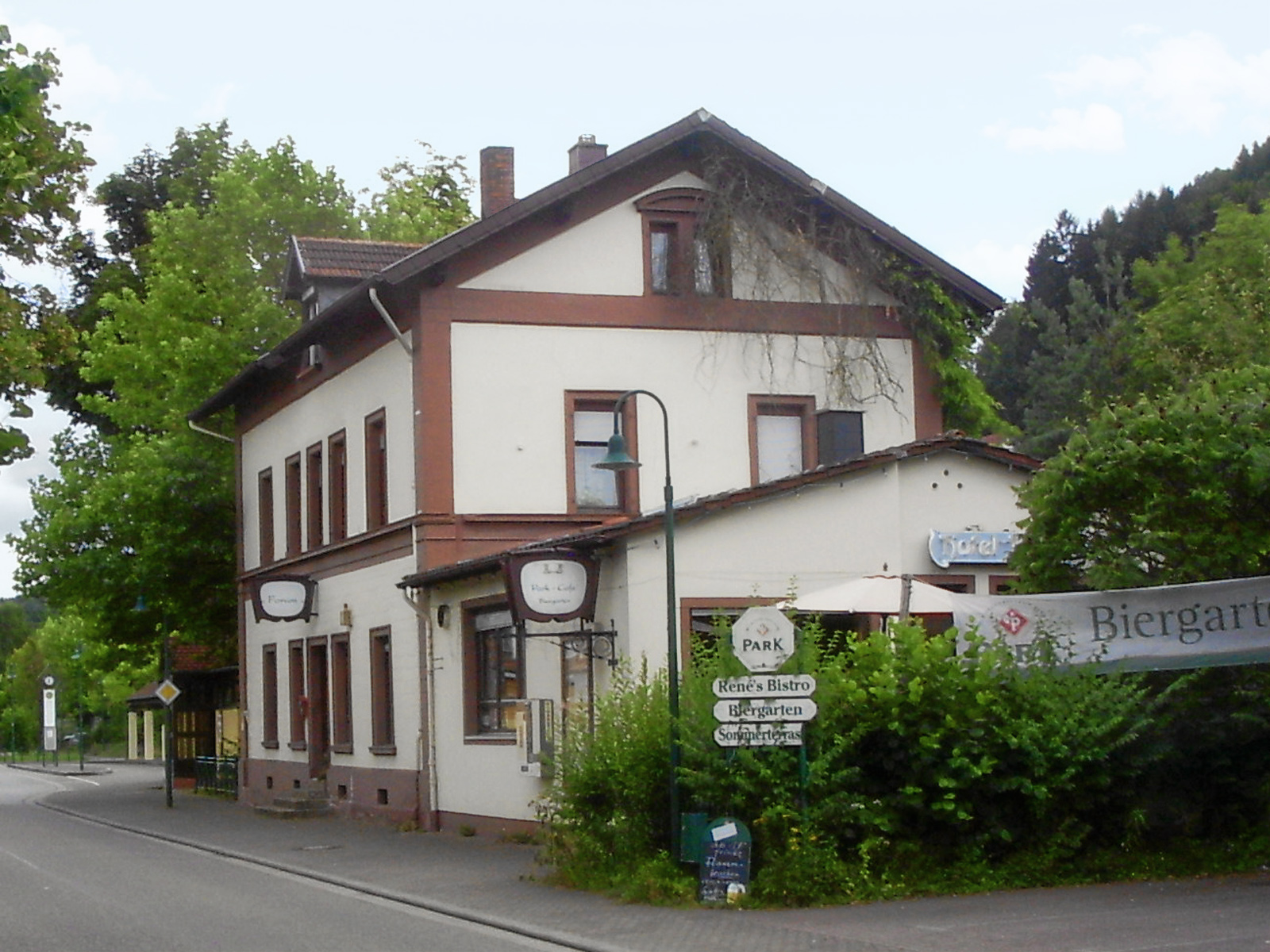
Bahnhof Rodalben

Der ehemalige Bahnhof Rodalben befindet sich im Zentrum der Kleinstadt Rodalben und besaß einst neben dem Haus- einen Inselbahnsteig. Während oder nach dem Zweiten Weltkrieg wurde der Bahnhof betrieblich zum Haltepunkt. Erst Ende 1948 wurde wieder ein Überholungsgleis in Betrieb genommen. Ende der 1980er Jahre wurde er erneut zum Haltepunkt zurückgebaut. Das ehemalige mechanische Fahrdienstleiterstellwerk, das die Bezeichnung Rf führte, wurde zeitgleich außer Betrieb genommen. 2011 folgte die Modernisierung des Bahnsteiges. Das örtliche Wasserwerk verfügte einst über ein Anschlussgleis. Er ist Ausgangspunkt der 54 Kilometer langen Tour 1 des Streckennetzes des Mountainbikepark Pfälzerwald. Im Oktober 2012 erhielt er das Prädikat „Wanderbahnhof“. Das frühere Empfangsgebäude besitzt für den Bahnverkehr keine Bedeutung mehr und dient inzwischen einem Gastronomiebetrieb.

### Pirmasens Nord

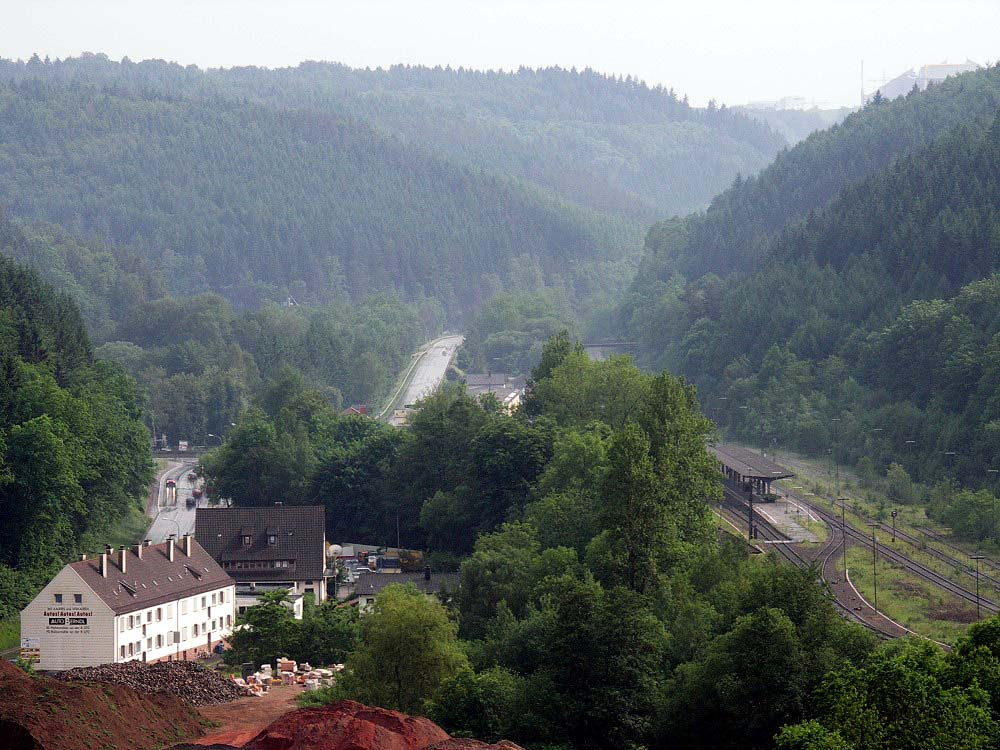
Bahnhof Pirmasens Nord (rechts im Bild), links der Weiler Biebermühle

Der auf der Gemarkung der Ortsgemeinden Donsieders, Rodalben und Thaleischweiler-Fröschen liegende Bahnhof Pirmasens Nord hatte trotz seiner peripheren Lage von allen Zwischenstationen stets die größte Bedeutung. Seine Entstehung verdankt er im Wesentlichen der Tatsache, dass eine direkte Anbindung der Stadt Pirmasens an den schwierigen topographischen Verhältnissen scheiterte. Aus diesem Grund wurde einige Kilometer nördlich dieser Bahnhof errichtet, von dem eine Stichstrecke nach Pirmasens abzweigte. Er fungiert daher vor allem als Umsteigestation. Von 1904 bis 1913 entstand außerdem mit der Biebermühlbahn eine Verbindung in nördliche Richtung nach Kaiserslautern.
In den ersten Jahrzehnten seines Bestehens trug er nach dem unmittelbar östlich gelegenen, zu Donsieders gehörenden Weiler Biebermühle die Bezeichnung Biebermühle, die in der Umgangssprache bis heute erhalten blieb. Erst 1938 erhielt er den Namen Pirmasens Nord, obwohl er sich nie auf Pirmasenser Gemarkung befand. In diesem Zusammenhang wurde er außerdem aus strategischen Gründen erheblich umgestaltet; so wurde das Empfangsgebäude, das sich seit 1904 mit Eröffnung des Biebermühlbahn-Abschnitts nach Waldfischbach in einer Insellage befunden hatte, durch ein neues ersetzt.
Im Güterverkehr, der 2005 zum Erliegen kam, diente er in den letzten Jahrzehnten als Verteilerbahnhof für Güterzüge, die vom Rangierbahnhof Einsiedlerhof aus bis Pirmasens Nord gelangten und von dort aus in mehrere Züge geteilt wurden, die zwischen Hauenstein und Zweibrücken die Bahnhöfe entlang der Magistrale Landau–Rohrbach und diejenigen an der Biebermühlbahn bedienten.

### Thaleischweiler-Fröschen

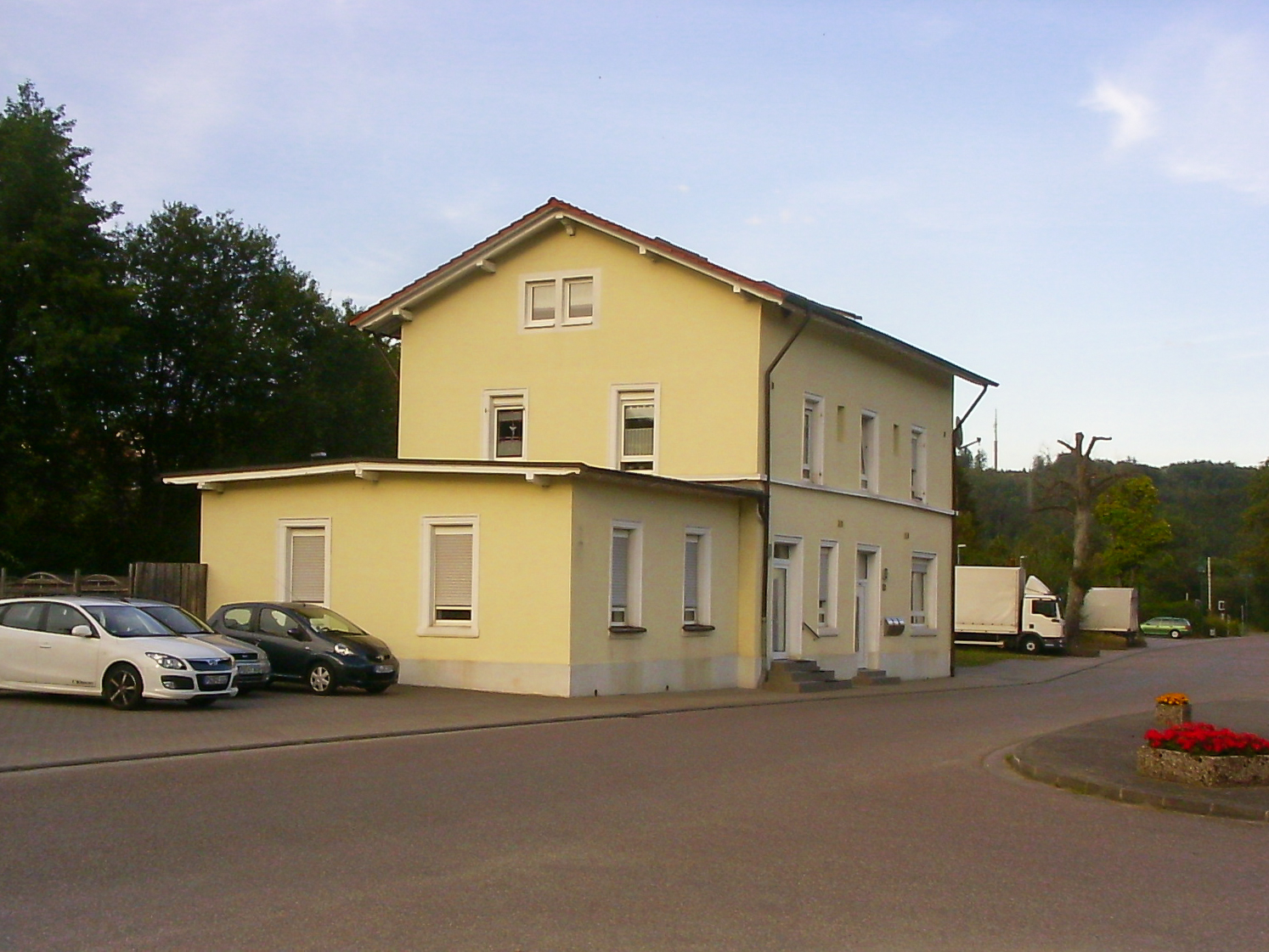
Bahnhof Thaleischweiler-Fröschen

Der Haltepunkt Thaleischweiler-Fröschen liegt in der Mitte zwischen den Orten Thaleischweiler und Thalfröschen, die 1969 im Zuge der rheinland-pfälzischen Verwaltungsreform zur neuen Ortsgemeinde Thaleischweiler-Fröschen zusammengelegt wurden. Der Güterverkehr wurde hauptsächlich durch den Schuhhandel Reno getragen und 2002 eingestellt; der Bahnhof war damals der letzte Gütertarifpunkt zwischen Pirmasens Nord und Rohrbach.
Seine Funktion als Kreuzungsbahnhof hat er inzwischen eingebüßt. Das frühere Empfangsgebäude hat für den Bahnbetrieb keine Bedeutung mehr und wurde 1990 an eine Privatperson verkauft. Es beherbergt eine Mietwohnung und ein Geschäft. Das ehemalige Stellwerk Twf existiert ebenfalls noch.

### Höhmühlbach
Der Haltepunkt Höhmühlbach wurde zum 14. Mai 1950 in Betrieb genommen, um den gleichnamigen Ort anzuschließen. Er wurde in den Jahren 2008 und 2009 ausgebaut und erhielt einen neuen, 55 Zentimeter hohen Bahnsteig und ein neues Wartehäuschen.

### Rieschweiler

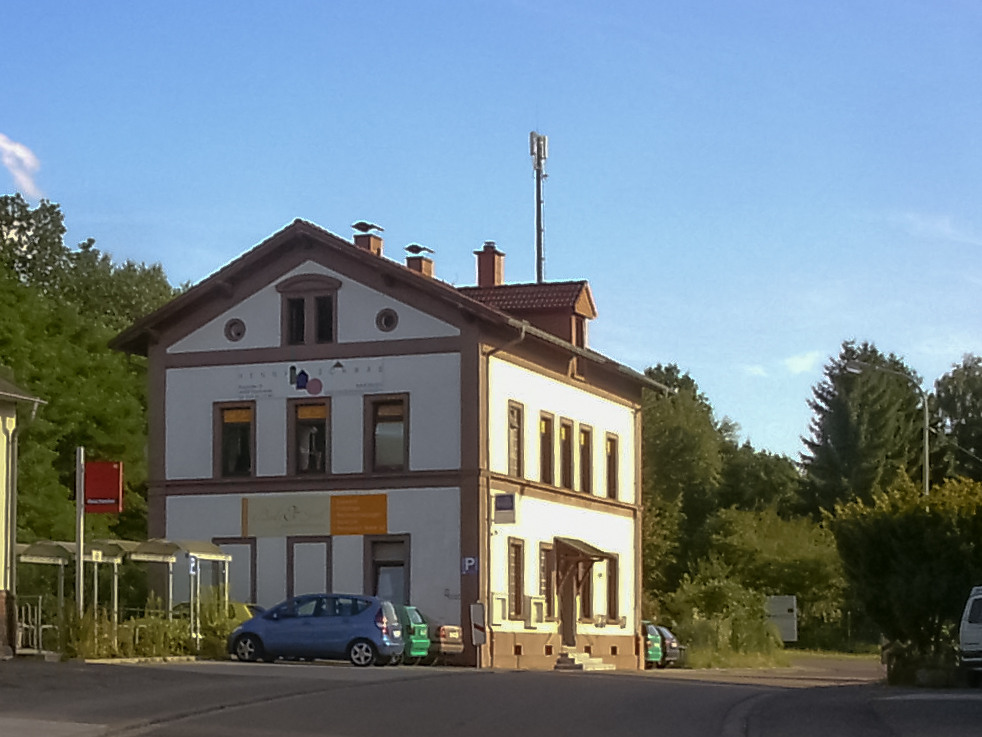
Bahnhof Rieschweiler

Der ehemalige Bahnhof Rieschweiler befindet sich am südlichen Ortsrand von Rieschweiler unweit des Schwarzbaches. Er wurde zwischenzeitlich zum Haltepunkt zurückgebaut. In den Jahren 2008 und 2009 wurde er barrierefrei ausgestattet.
Das Bahnhofsgebäude und der Güterschuppen haben für den Bahnverkehr keine Funktion mehr. Das ehemalige mechanische Fahrdienstleiterstellwerk, mit der Bezeichnung Rf wurde zwischenzeitlich ebenfalls außer Betrieb genommen.

### Dellfeld Ort
Da der Bahnhof Dellfeld vom Ortszentrum weit entfernt liegt, wurde nach dem Zweiten Weltkrieg mit Dellfeld Ort ein ortsnaher Haltepunkt errichtet. Zur Inbetriebnahme gibt es zwei unterschiedliche, voneinander abweichende Daten: den 14. Mai 1950 und den 3. Juni 1951. Der Haltepunkt war bis 1968 Personal besetzt und diente ausschließlich dem Personenverkehr.

### Dellfeld

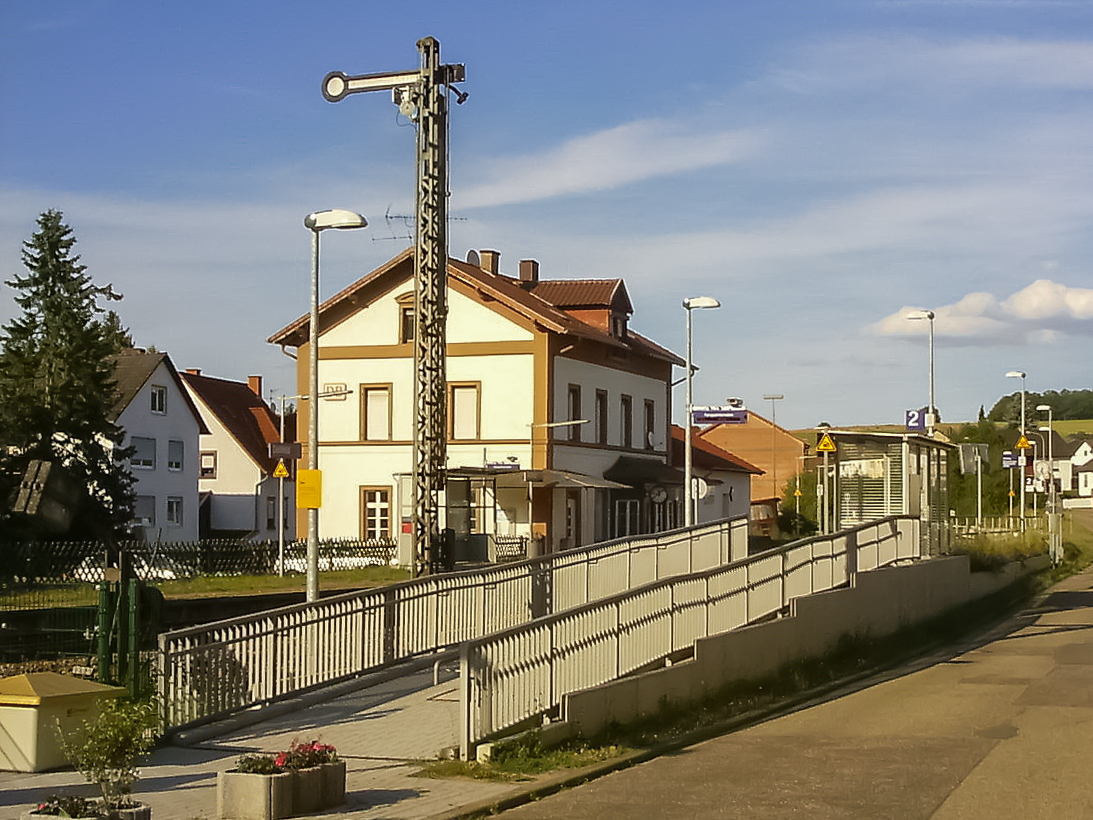
Bahnhof Dellfeld

Der Bahnhof Dellfeld befindet sich im Dellfelder Ortsteil Falkenbusch. Heute gehört er zur Preisklasse 6. Zwischen Pirmasens Nord und Zweibrücken stellt er die einzige verbliebene Kreuzungsmöglichkeit dar. Das Empfangsgebäude sowie der frühere Güterschuppen haben für den Bahnverkehr keine Bedeutung mehr.
Er besitzt ein immer noch in Betrieb befindliches mechanisches Stellwerk mit der Bezeichnung Df, das nach 1938 nach Einheitsbauart entstand und mit einem Fahrdienstleiter ausgestattet ist. Früher verfügte er über ein weiteres, ebenfalls aus dem Jahr 1938 entstandenes mechanisches Wärterstellwerk namens DM, das inzwischen außer Betrieb genommen wurde.
Ende 2009 erhielt er einen neuen Außenbahnsteig in Fahrtrichtung Osten. Dieser wurde mit einem Wartehaus, einem Schriftanzeiger, Beschilderung und einer Beleuchtungsanlage ausgestattet. Er ersetzte den bisherigen Inselbahnsteig, der demontiert wurde.

### Stambach
Der Haltepunkt Stambach liegt am südöstlichen Ortsrand. Bis zum 31. Mai 1968 war er noch mit Personal besetzt. In den 1980er Jahren wurde er mangels Rentabilität aufgelassen, Ende 2009 reaktiviert.

### Contwig

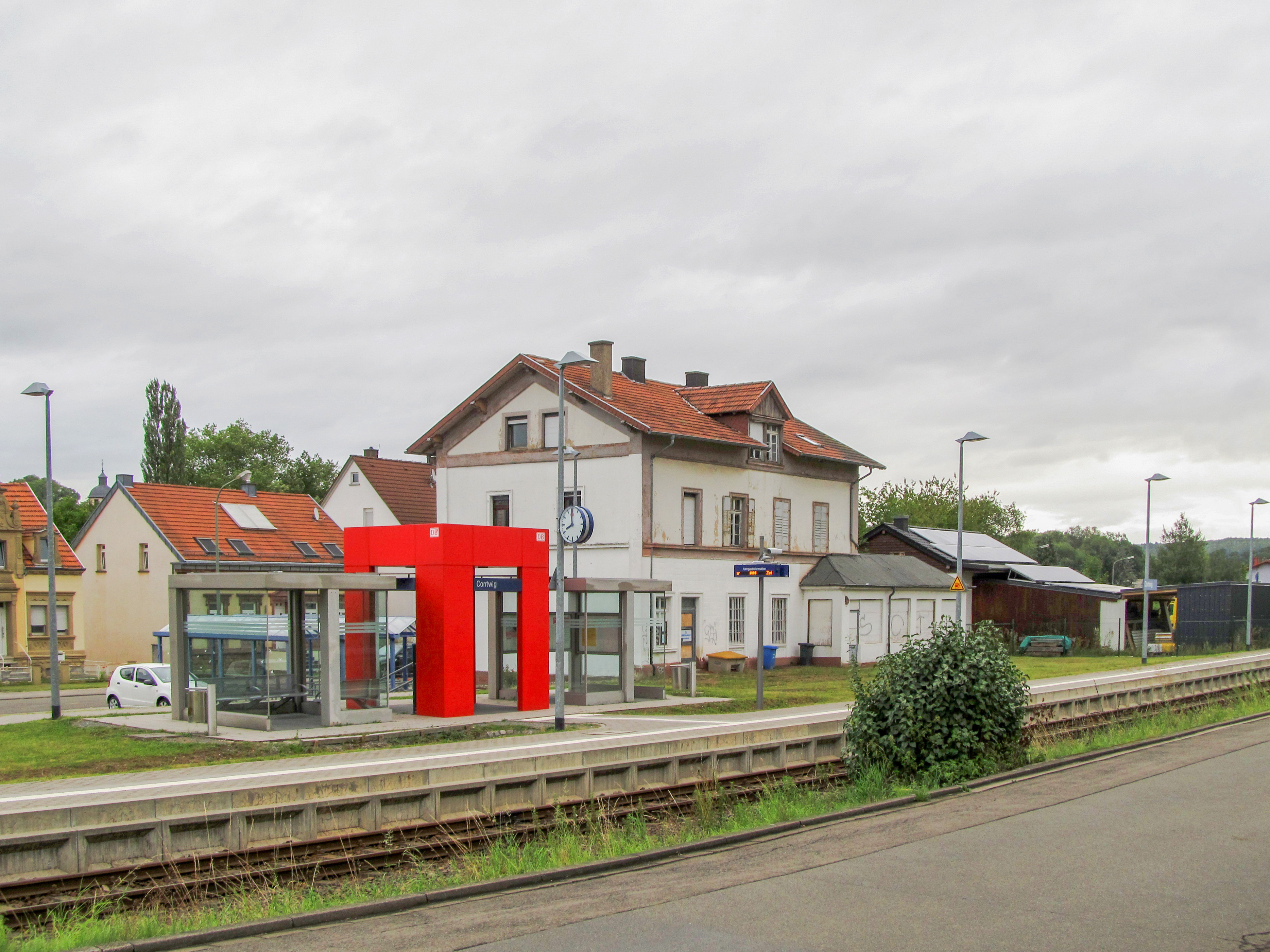
Bahnhof Contwig

Der ehemalige Bahnhof Contwig befindet sich am südöstlichen Ortsrand von Contwig und gehört zur Preisklasse 7. Er wurde zwischenzeitlich ebenfalls zum Haltepunkt zurückgebaut. Das unter Denkmalschutz stehende Empfangsgebäude und der Güterschuppen haben für den Bahnbetrieb keine Bedeutung mehr. Der Güterschuppen nutzt inzwischen ein Industriebetrieb.

### Tschifflick-Niederauerbach
Bei seiner Eröffnung hieß der Bahnhof Tschifflick-Niederauerbach. Der erste Namensteil rührt vom nahe gelegenen Lustschloss Tschifflik her. Nachdem Niederauerbach 1938 in Zweibrücken eingemeindet worden war, erhielt er zum 1. Oktober 1941 den neuen Namen Zweibrücken-Niederauerbach. Mangels Rentabilität wurde er zwischenzeitlich aufgelassen.
Das Empfangsgebäude und der Bahnsteig existieren noch. Das Bahnhofsgebäude steht inzwischen unter Denkmalschutz und wird als Restaurant genutzt.

### Zweibrücken Rosengarten
Der bereits für 2009 angestrebte Eröffnungstermin für den neu geplanten Haltepunkt Zweibrücken Rosengarten, der die östliche Kernstadt und den Rosengarten erschließen soll, wurde aufgrund von Finanzierungsfragen immer wieder verschoben und war angesichts der politischen Auseinandersetzung im Zweibrücker Stadtrat unklar.
Die Hauptbauarbeiten erfolgten schließlich im Sommer 2021. Zum Fahrplanwechsel am 12. Dezember 2021 wurde der Haltepunkt in Betrieb genommen.

### Zweibrücken Hauptbahnhof

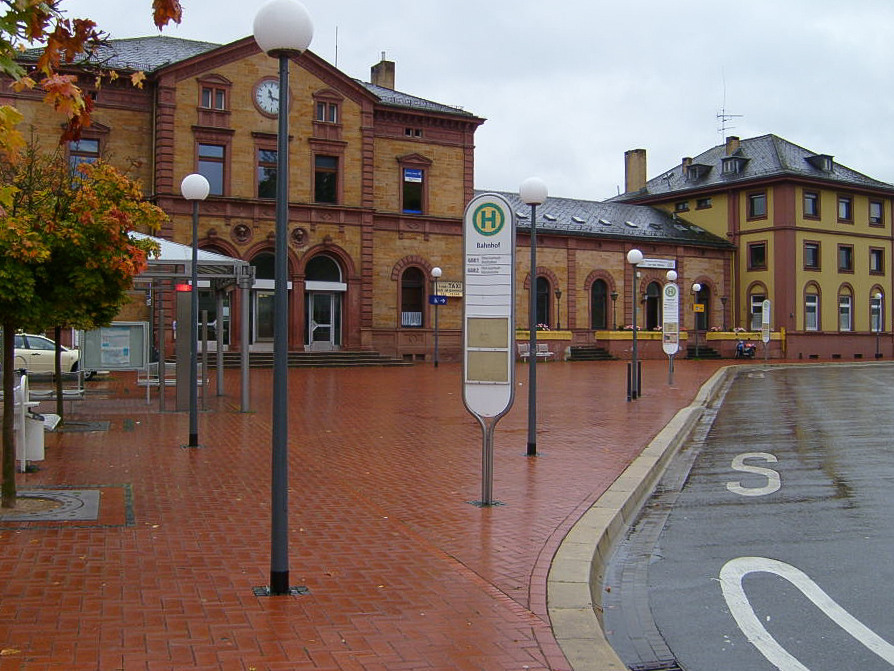
Hauptbahnhof von Zweibrücken

Der Bahnhof, der zunächst nur den Namen Zweibrücken trug, wurde im November 1875 eröffnet. Seine Entstehung verdankt er der Tatsache, dass der Verwaltungsrat der Pfälzischen Eisenbahnen eine Fortführung der seit 1857 bestehenden Strecke aus Homburg über den bestehenden Bahnhof durch die damals junge Vorstadt ablehnte. Aus diesem Grund erwarb die Ludwigsbahn-Gesellschaft ein unbenutztes Gelände weiter südlich am westlichen Rand der Stadt. Seinen heutigen Namen erhielt der Bahnhof zum 1. Oktober 1941. Seine Entwicklung war ähnlich wie die des Landauer Hauptbahnhofs. Der einstige Fernverkehrshalt wird nur noch von Nahverkehrszügen angefahren, seine Gleisanlagen wurden deutlich verringert. Die Bedeutung im Güterverkehr verschwand ebenfalls komplett. Im Zuge der Einstellung der früher abzweigenden Bahnstrecke Zweibrücken–Brenschelbach und der Verbindung nach Homburg verlor er zudem seine einstige Funktion als Knotenpunkt.
Der Hauptbahnhof von Zweibrücken besaß einst umfangreiche Gleise für den Güterverkehr, die jedoch komplett abgebaut wurden. In den 1990er Jahren erfuhr der Zweibrücker Hauptbahnhof eine größere Demontage: Von 13 Gleisen wurde er auf 3 reduziert. Bereits 1985 wurde das ehemalige Zweibrücker Betriebswerk, das die letzten zwei Jahrzehnte als Außenstelle seines Pendants in Saarbrücken gedient hatte, samt Lokschuppen aufgegeben. Zudem erfolgte 2000 die Demontage sämtlicher Gleisanschlüsse innerhalb von Zweibrücken.
Geplant ist jedoch, den Bahnhof in das Netz der S-Bahn RheinNeckar zu integrieren, wofür die Verbindung nach Homburg wieder in Betrieb genommen werden soll. Über dieses Vorhaben stehen das Saarland und Rheinland-Pfalz seit einigen Jahren in Verhandlungen, wobei bisher vor allem Finanzierungsfragen eine Realisierung des Projektes verzögert haben.

### Einöd (Saar)
Der Bahnhof Einöd (Saar) wurde 1857 als Teil der Bahnstrecke Homburg–Zweibrücken eröffnet. Nachdem beim Bau der Bliestalbahn eine Verbindungskurve nach Bierbach entstanden war, wurde er zum Eisenbahnknotenpunkt. Die Strecke nach Homburg wurde 1989 stillgelegt und der Bahnhof aufgelassen. Ende 2009 erhielt Einöd einen neuen, ortsnahen Haltepunkt.

### Bierbach

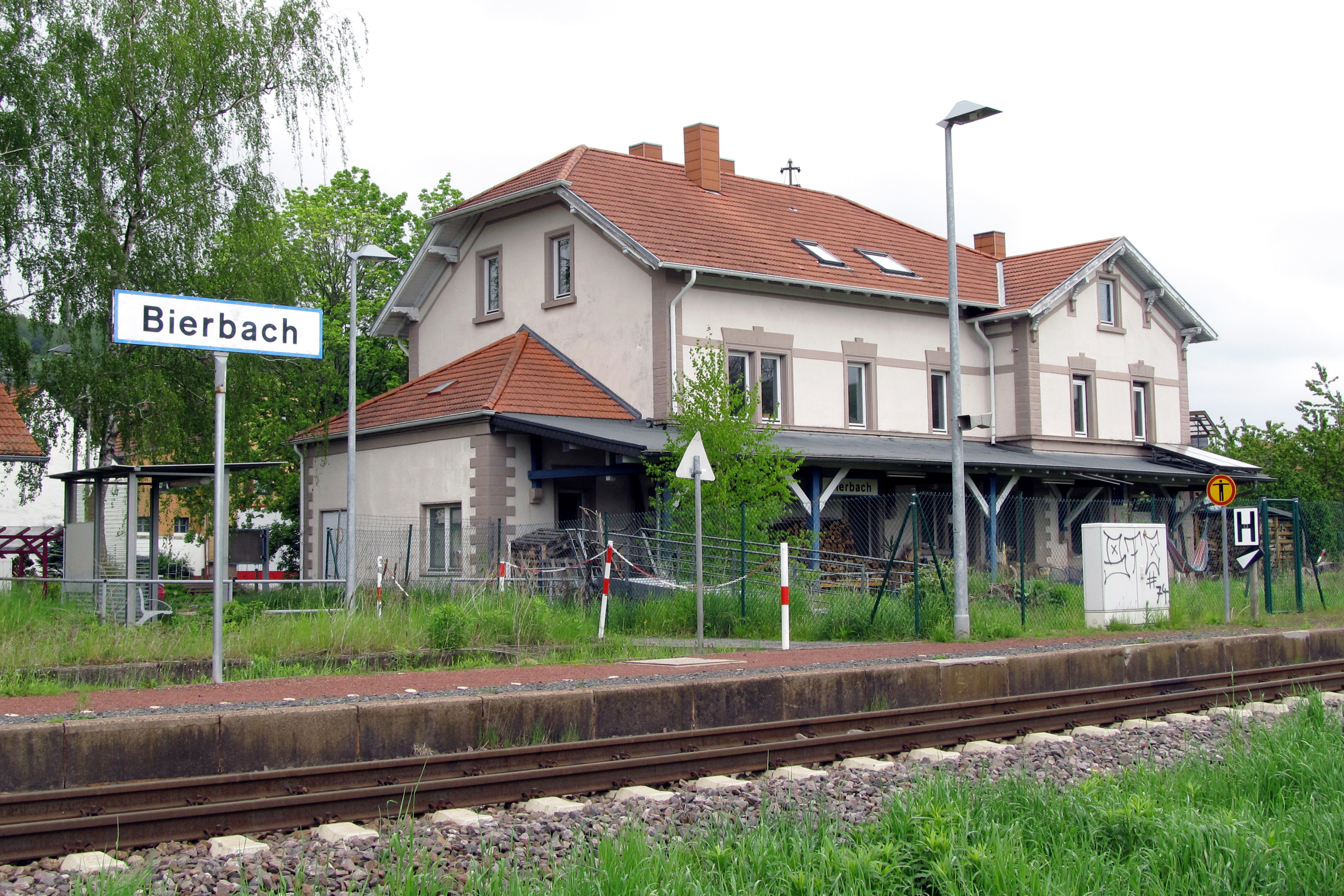
Ehemaliges Bahnhofsgebäude in Bierbach

Der ehemalige Bahnhof und heutige Haltepunkt Bierbach befindet sich am südwestlichen Rand von Bierbach. Er wurde 1866 als Teil der Würzbachbahn Schwarzenacker–Hassel eröffnet, deren Verlängerung nach St. Ingbert ein Jahr später erfolgte. Ab 1879 war er durch die Eröffnung der damals in Zweibrücken beginnenden Bliestalbahn Berührungsbahnhof. Bedingt durch die Veränderung der Verkehrsströme, die nach den beiden Weltkriegen durch die Bildung des Saarlandes entstanden, wurde er Trennungsbahnhof der in Ost-West-Richtung verlaufenden Bahnstrecke Landau–Rohrbach und den Zügen der Bliestalbahn, die fortan vorzugsweise in Nord-Süd-Richtung über Schwarzenacker nach Homburg verkehrten. Die Bliestalbahn sowie die Verbindung nach Schwarzenacker samt ihrer Weiterführung nach Homburg wurden 1991 stillgelegt. Der frühere Bahnhof ist inzwischen nur noch ein Haltepunkt. Drei Jahre später wurde außerdem das seit 1969 bestehende Stellpult im Bahnhofsgebäude außer Betrieb genommen.

### Blieskastel-Lautzkirchen
Der Bahnhof Blieskastel-Lautzkirchen befindet sich am südlichen Rand von Lautzkirchen. Da Blieskastel 1879 im Zuge der Eröffnung der Bliestalbahn einen stadtnahen Bahnhof erhalten hatte, wurde er in Lautzkirchen umbenannt. Er wurde zwischenzeitlich als Haltepunkt zurückgebaut. Mit der Rückumbenennung wurde der Eingemeindung von Lautzkirchen nach Blieskastel und seiner Bedeutung für Letztere Rechnung getragen. Außerdem ist er seit Stilllegung der Bliestalbahn der nächstgelegene Bahnhof zur Kernstadt von Blieskastel.

### Würzbach (Saar)
Der Bahnhof Würzbach (Saar) befindet sich in Niederwürzbach. Seinen Namen erhielt er, da er als gemeinsame Bahnstation der Ortschaften Niederwürzbach und Oberwürzbach dienen sollte. Unmittelbar nördlich schließt sich der Niederwürzbacher Weiher an. Östlich vom Bahnhof befand sich früher ein Kohlenlager. Zu den Güterkunden vor Ort zählte unter anderem ein Backstein- und Ziegelunternehmen, das über ein Anschlussgleis verfügte. Das Bahnhofsgebäude besitzt einen einstöckigen Anbau. Zu den Bauten des Bahnhofs gehörten ein Güterschuppen und zwei weitere kleinere Häuser. Um 1970 folgte die Demontage des Güterschuppens. In den 1970er Jahren wurde das Empfangsgebäude für den Bahnbetrieb aufgelassen und 1980 verkauft. Inzwischen ist darin ein gastronomischer Betrieb untergebracht. Der Bahnhof stellt seit 2000 zwischen Rohrbach und Zweibrücken die einzige verbliebene Kreuzungsmöglichkeit für Züge dar.

### Hassel (Saar)

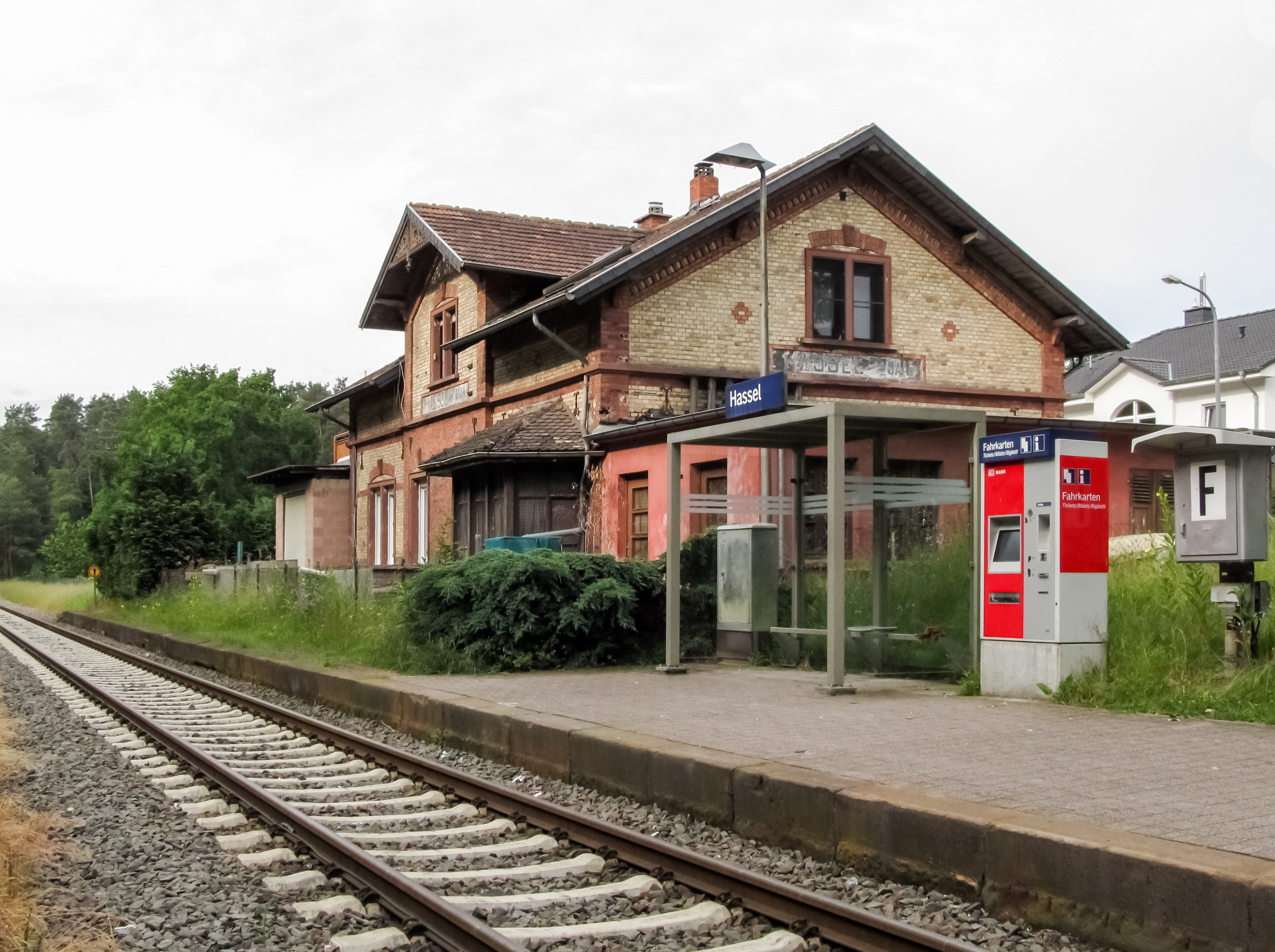
Bahnhof Hassel

Im Zuge der Neutrassierung der Würzbachbahn 1895 und der damit einhergehenden Umfahrung des Hasseler Tunnels wurde der bisherige Bahnhof Hassel am südlichen Ortsrand aufgegeben. Stattdessen erhielt der Ort einen neuen Bahnhof am östlichen Ortsrand.

### Rohrbach (Saar)

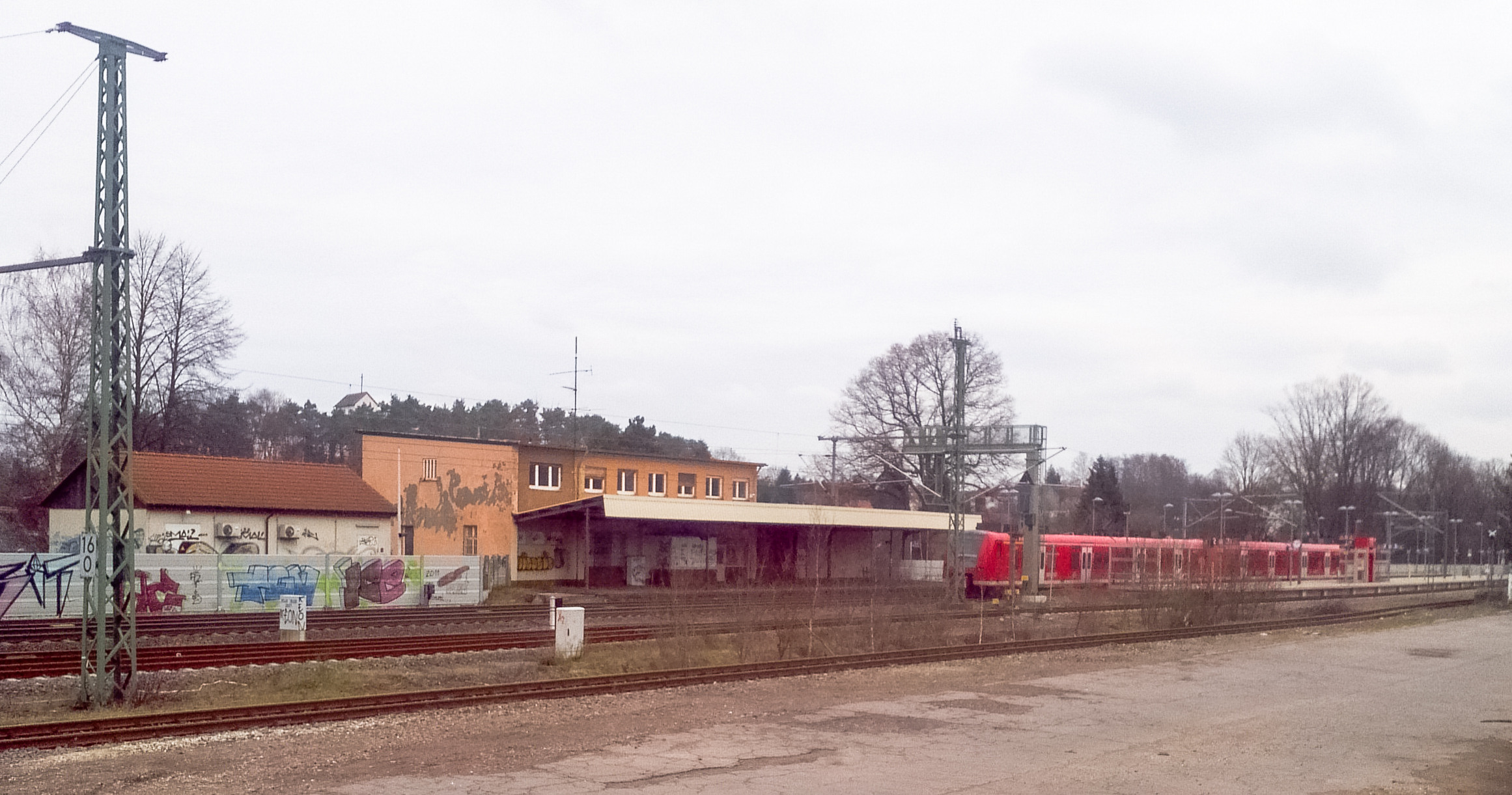
Bahnhof Rohrbach (Saar)

Der Bahnhof Rohrbach (Saar) befindet sich am südwestlichen Ortsrand von Rohrbach und gehört der Preisklasse 6 an. Er entstand 1895 als Teil der Neutrassierung der 1867 eröffneten Würzbachbahn Schwarzenacker–St. Ingbert, die als Ersatz für den in den Jahren 1866 und 1867 eröffneten Streckenverlauf mit dem Hasseler Tunnel diente. 1904 wurde er mit der Freigabe des aus strategischen Gründen eröffneten Abschnitts Homburg–Rohrbach – heute Bestandteil der Bahnstrecke Mannheim–Saarbrücken – Eisenbahnknotenpunkt. Aus der Würzbachbahn und den Strecken weiter östlich ging später die heutige Bahnstrecke Landau–Rohrbach hervor, deren westlichen Endpunkt der Bahnhof seither bildet.

## Rezeption
Der Prediger Johann Joseph Candidus beschrieb in seinem 1884 erschienenen Buch Über die Kaltenbach und Wegelnburg nach Wörth und Fröschweiler. Reisebilder aus der Südpfalz und dem Unter-Elsaß seine Eindrücke einer Bahnfahrt von Zweibrücken nach Kaltenbach im Sommer 1877. Loriot kommentierte den Fahrplan der Bahnstrecke Landau–Rohrbach – gemeinsam mit der Bahnstrecke Germersheim–Landau – in seinem Sketch Literaturkritik.